# Pražská integrovaná doprava

Logo PID používané od roku 2021

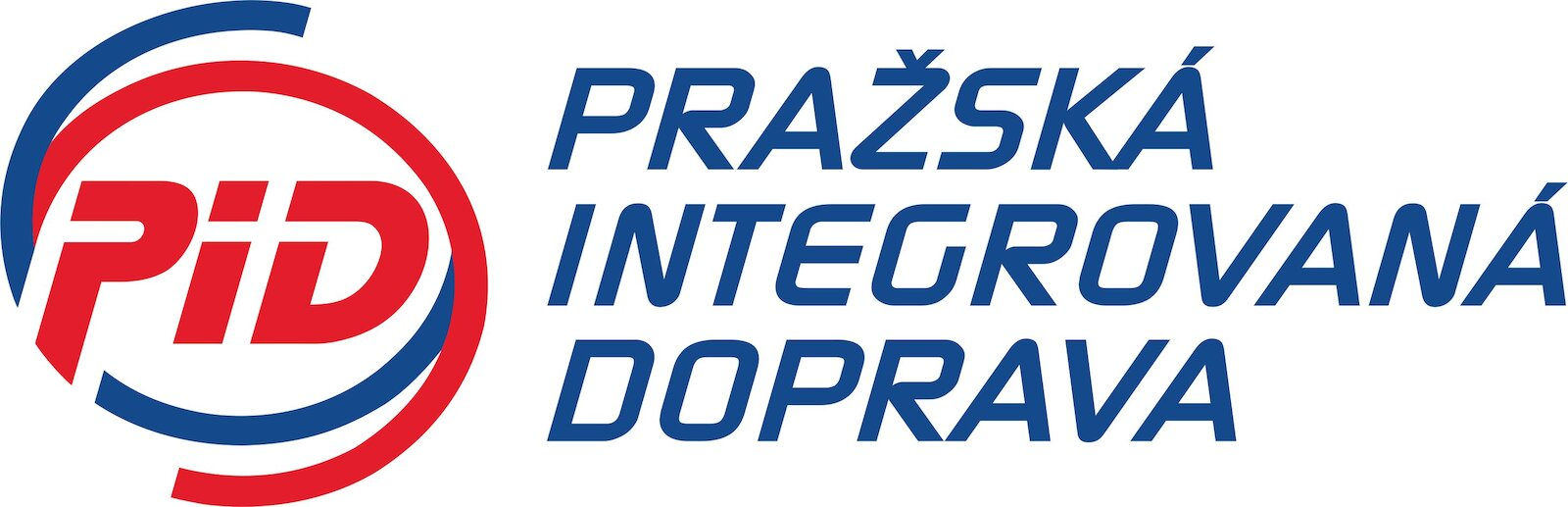
Staré logo PID používané od roku 2008 do roku 2021

Pražská integrovaná doprava (PID) je integrovaný dopravní systém, zahrnující metro, tramvaje, vlaky, trolejbusy, městské a příměstské autobusové linky, lanovou dráhu na Petřín, přívozy a síť parkovišť P+R. Pokrývá území hlavního města Prahy a Středočeského kraje a přesahuje i do části sousedních krajů. Systém byl vytvořen především v letech 1992–2022. V mnoha městech je do něj zahrnuta i MHD, výjimkami zůstaly Mladá Boleslav a Kolín, jejichž integrace se nadále připravovala, a k 1. září 2022 ze systému PID vystoupila MHD Kladno. Od roku 2005 souběžně existoval ve Středočeském kraji druhý integrovaný systém, Středočeská integrovaná doprava, ten však byl v letech 2017–2022 postupně zrušen a nahrazen systémem PID.  
Integrace spočívá v zavedení jednotného tarifu, smluvních přepravních podmínek, číslování linek, některých součástí informačního systému pro cestující, v projektování linkového vedení, návazností a prokladů mezi spoji různých linek a druhů dopravy a v jednotném systému uzavírání smluv o dotování dopravy s dopravci. Koordinátorem Pražské integrované dopravy je od počátku organizace ROPID, Regionální organizátor pražské integrované dopravy, příspěvková organizace hlavního města Prahy. Od 1. ledna 2017 je spoluorganizátorem pro oblast Středočeského kraje Integrovaná doprava Středočeského kraje, příspěvková organizace Středočeského kraje.

## Název Pražská integrovaná doprava
Původně se pro integrované příměstské linky používalo označení IDS — integrovaný dopravní systém. Spojení „pražská integrovaná doprava“ se poprvé objevilo koncem roku 1993 v názvu organizace ROPID, která jej pak začala používat pro označení dopravního systému, který zaváděla.
Ještě koncem devadesátých let považovala jazyková poradna Ústavu pro jazyk český spojení „pražská integrovaná doprava“ za obecné označení a doporučovala jeho psaní s malými písmeny. Již v té době však šlo zřetelně o závazně ustálené označení jednoho konkrétního dopravního systému, o jeho vlastní jméno. Akademická Pravidla českého pravopisu s pojmenováváním systému vůbec nepočítají - zmiňují se jen o vlastních jménech například dokumentů, tanečních skladeb, slovesných výtvorů, významných událostí atd. Označení konkrétních integrovaných systémů však nesou všechny typické rysy vlastních jmen.
V březnu 2011 prezentovaly strany TOP 09 a STAN své „nové pojetí“ veřejné dopravy v regionu, které mělo spočívat ve spojení dosavadní Pražské integrované dopravy i Středočeské integrované dopravy i dosud neintegrovaných linek pod názvem Metropolitní integrovaná doprava (tehdy se zkratkou MID). Prezentoval je tehdy Luděk Kvapil (TOP 09), starosta Kmetiněvsi. Navrhovaná koncepce byla v letech 2017–2022 realizována, avšak sloučení proběhlo pod název Pražská integrovaná doprava, roku 2017 však přibyl druhý organizátor systému. 
V březnu 2019 vedení Prahy jednalo o přejmenování Pražské integrované dopravy (PID) na Metropolitní integrovanou dopravu (MIND), s tím měly být změněny také název i grafická podoba karty Lítačka. Primátor Zdeněk Hřib (Pirátská strana) a radní pro dopravu Adam Scheinherr (Praha sobě) jako zdůvodnění paradoxně uváděli, že PID nefunguje pouze na území Prahy, ale také ve středních Čechách, které v názvu systému nejsou uvedeny. Záměr v březnu 2019 nepřímo podpořila i středočeská hejtmanka Jaroslava Pokorná Jermanová (ANO 2011): „Doufám, že se nám brzy podaří změnit název PID, protože už je přežitý a nepřesný. Počet spojů a velikost zaintegrovaného území jsou nyní v našem kraji podstatně větší než v Praze.“  Šlo o jednorázový nápad, ke kterému se již později tito politici ani média nevrátili. BUSportál.cz o tři měsíce později konstatoval, že tento navržený název „zřejmě nesplnil cíl změny, zdůraznit název Středočeského kraje“. Když Rada města Prahy v červnu 2019 schválila soutěž na novou vizuální identitu PID, otázkou změny názvu systému se již nezabývala, místo toho se snažila sbližovat vizuální identitu obou organizátorů a o jejich společnou prezentaci pod značkou systému.

## Vztah PID a SID (2000–2022)
Po ustavení samosprávných krajů v roce 2000 započaly snahy, aby Středočeský kraj měl svůj vlastní integrovaný dopravní systém. V letech 2003–2005 vznikaly první zárodky integrovaných systémů nezávislých na PID (například Kladenská integrovaná doprava KLID). 1. července 2005 byl oficiálně zaveden systém Středočeská integrovaná doprava, který se podle schváleného záměru kraje má postupně rozvinout do roku 2015. Rada kraje v usnesení č. 51-11/2005/RK ze dne 25. května 2005 doporučila zahájit jednání s představiteli hlavního města Prahy o postupném sjednocování Tarifů Středočeské integrované dopravy a Pražské integrované dopravy.
Odbor dopravy krajského úřadu Středočeského kraje v dubnu 2007 uvedl, že Středočeský kraj usiluje o navázání spolupráce mezi integrovanými systémy a že organizaci ROPID bylo předloženo již několik projektů na propojení tarifních a odbavovacích systémů SID a PID, avšak ze strany ROPID nebyla dosud žádná odezva na předložené návrhy.
Městský radní Radovan Šteiner v březnu 2008 v odpovědi na interpelaci uvedl, že se Praha velmi intenzivně snaží o zapojení Středočeského kraje do fungování a vlastnické struktury ROPIDu, přičemž prohlásil za logické a správné, aby Středočeský kraj a jednotlivá města a obce měly možnost se na řízení této organizace podílet, v ideálním případě být i spoluvlastníky Ropidu. V této souvislosti naznačil nutnost přeměny ROPIDu z příspěvkové organizace na obchodní společnost. Přitom Šteiner zmínil, že do společného fungování jistě bude chtít promluvit reprezentace zvolená v krajských volbách v listopadu 2008, přičemž pokud by to byl „pan dr. Rath, který by toto záležitosti řešil“, mohlo by to podle Šteinera zkomplikovat definitivní podobu Ropidu a jeho managementu na několik dalších let, ne-li na celé příští volební období. Po volbách byl zvolen středočeským hejtmanem David Rath, myšlenka na transformaci ROPIDu se již neobjevovala a k integraci systémů PID a SID nebyla vydána žádná výraznější prohlášení.
Dopravní výbor pražského zastupitelstva 25. dubna 2011 odsouhlasil návrh ROPIDu sjednotit PID s SID i dosud neintegrovanou dopravu v oblasti. Záměrem je vytvořit společnou komisi ze zástupců Prahy a Středočeského kraje, následovat má memorandum, smlouva o partnerství a nakonec sloučení organizací, které v krajích veřejnou dopravu plánují. Miloslava Vlková, předsedkyně výboru pro dopravu zastupitelstva Středočeského kraje, na jednání pražského výboru se záměrem vyslovila souhlas a prohlásila za dobré, aby se smlouva o spolupráci stihla podepsat do krajských voleb 2012.
Již od počátku roku 2011 Středočeský kraj pod vedením hejtmana Ratha avizoval záměr zcela vytlačit PID z území kraje. Své kroky, plošnou výpověď autobusovým dopravcům v kraji a přípravu výběrových řízení, Středočeský kraj s Prahou vůbec neprojednal, což se stalo předmětem kritiky. Ihned po zatčení a rezignaci hejtmana Davida Ratha rada Středočeského kraje 21. května 2012 rozhodla o stažení výpovědí autobusovým dopravcům a ROPIDu.
Na konci listopadu 2012 bylo započato jednání o sloučení PID a SID v jednu metropolitní integrovanou dopravu. Zástupci organizace ROPID navštívili krajský úřad a společně s jeho představiteli dohodli okruh otázek, na které chtějí odpovědi. Do konce ledna 2013 má vzniknout ucelený materiál (ze zprávy není zřejmé, kdo ho má zpracovat), který pak projednají rady obou krajů, a má být stanovena širší komise pro konkrétnější jednání. Zvažováno má být zavedení jednotné čipové karty, zřízení společného podniku pro organizaci dopravy atd.
Tým odborníků z organizace ROPID, z odboru dopravy středočeského krajského úřadu a politici z výboru dopravy zastupitelstva Středočeského kraje připravili v roce 2013 84stránkový dokument Analýza současného stavu a návrh dalšího postupu integrace veřejné dopravy v Praze a Středočeském kraji.
Výbor pro dopravu Zastupitelstva hl. m. Prahy schválil 6. listopadu 2013 záměr sjednotit Pražskou a Středočeskou integrovanou dopravu do jednoho systému; stejné usnesení přijal 31. října 2013 výbor pro dopravu zastupitelstva Středočeského kraje. Na základě těchto usnesení rozhodnou Rada hlavního města Prahy a Rada Středočeského kraje. Podle záměru má sjednocování do jednoho společného integrovaného dopravního systému začít v roce 2014. Dosud nedošlo k dohodě, kdo by měl celý sjednocený systém řídit. Konkrétní principy fungování sjednoceného IDS nebyly zatím v analýze a usneseních uvedeny, analýza však vychází z principu, že integrovaný dopravní systém tvoří jednu síť a má jeden společný tarif a společné jízdenky. Účelem sjednocení je podle usnesení zlevnit, zjednodušit, zefektivnit a zrychlit hromadnou dopravu.
Rada hlavního města Prahy schválila 17. února 2015 vznik řídící rady nového integrovaného dopravního systému. Město Praha očekává od Středočeského kraje, že vznik této řídicí rady také schválí a jmenuje do ní své zástupce. Členy řídící rady mají být zástupci politických reprezentací obou krajů, zástupci organizace ROPID a Odboru dopravy Krajského úřadu Středočeského kraje a nezávislí odborníci. Řídicí rada má stanovit konkrétní parametry nového IDS, harmonogram integračních etap a založení nového organizátora dopravy, ve kterém budou zastoupeny oba kraje.
Rada Středočeského kraje 16. května 2016 na svém pravidelném zasedání projednala postup integrace hromadné dopravy na území Středočeského kraje a hlavního města Prahy. Doporučila pokračovat v integraci dalších oblastí do připravovaného společného integrovaného dopravního systému (IDS) Středočeského kraje a Prahy.
V nejbližší době měl být podle rady kraje do systému PID a následně do nového společného IDS Středočeského kraje a Prahy integrována doprava v oblasti Lysá nad Labem – Milovice a v přilehlém okolí, kde se prolíná tarif PID, tarif SID a neintegrované tratě a linky. V přípravě integrace do společného IDS jsou podle hejtmana oblasti Mělnicko II (Mělník-Kralupy), Mělnicko III (Mělník–Roudnice), Mělnicko IV (Mšeno a okolí), Lysá nad Labem, Milovice a okolí, a linky na trasách Praha–Kladno, Kladno–Slaný a Slaný–Praha. Poté by v dalších etapách měla být postupně integrována do společné pražské a středočeské dopravy území měst Benešov, Beroun, Zdice, Čáslav, Hořovice, Kolín, Kouřim, Zásmuky, Kutná Hora, Uhlířské Janovice, Městec Králové, Mladá Boleslav, Mnichovo Hradiště, Neveklov, Sedlčany, Nový Knín, Dobříš, Nymburk, Sadská, Poděbrady, Příbram, Rakovník, Vlašim a Votice.

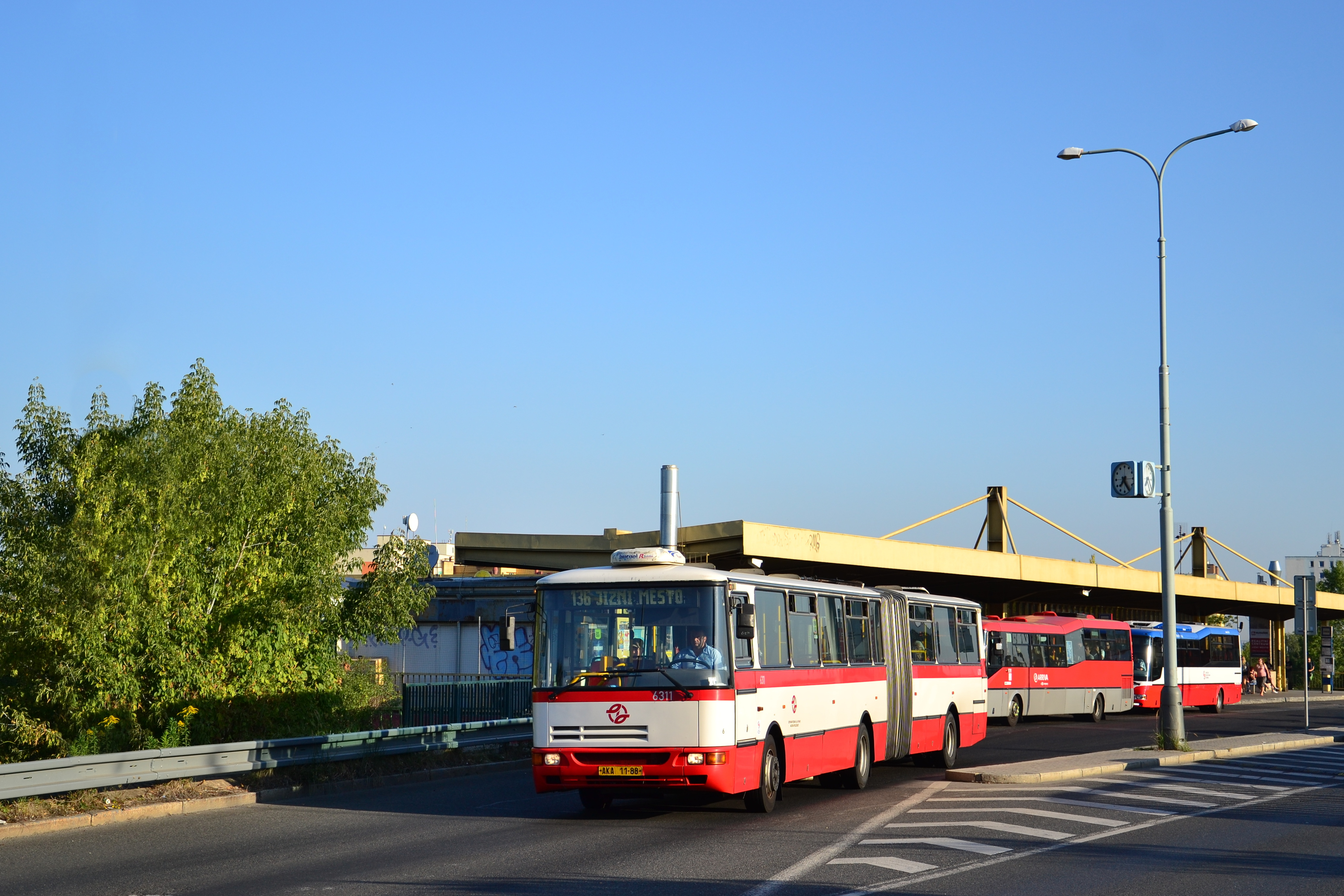
Dopravní podnik hl. města Prahy je jedním z dopravců na linkách PID. Zajišťuje zejména dopravní obsluhu po Praze (metro, tram, bus, lanová dráha)

V úterý 9. srpna 2016 schválila Řídicí rada společného integrovaného dopravního systému Prahy a Středočeského kraje na společném zasedání v sídle Krajského úřadu Středočeského kraje na zřízení středočeského organizátora integrované dopravy, příspěvkové organizace Integrovaná doprava Středočeského kraje (IDSK). Ta má následně ve spolupráci s organizací ROPID připravovat integraci jednotlivých oblastí podle schváleného harmonogramu. IDSK a ROPID mají v budoucnu na základě vzájemné smlouvy spolupracovat a doplňovat se, aby postupně mohl vzniknout společný integrovaný dopravní systém, který bude pokrývat území Prahy i celého Středočeského kraje podle zásady jedna jízdenka, jeden tarif, jeden jízdní řád, jedna síť. Podle informace středočeského hejtmana Miloše Patery na příštím jednání krajského zastupitelstva měla být projednána a schválena zřizovací listina nového organizátora integrované dopravy. Od nového roku 2016 měl zavést integrovanou dopravu v regionech Nymbursko II, Mělnicko III a Sedlčansko I., od poloviny roku 2017 na Kladensku. Náměstek pražské primátorky Petr Dolínek přislíbil, že se návrhem na integraci obou systémů měla v nejbližší době zabývat i Rada hlavního města Prahy. Jako příklad uvedl, že je třeba s novým jednotným systémem sladit nákup nových jízdenkomatů.
IDSK a ROPID měly od 1. ledna 2017 pracovat na společném pracovišti v Praze v Rytířské ulici a na přípravě společného IDS spolupracovat. Měly užívat společný software pro jízdní řády i s výstupy pro ekonomiku. IDSK měla převzít především dosavadní činnosti oddělení dopravní obslužnosti kraje na krajském úřadě, které se vznikem příspěvkové organizace zaniklo. Činností IDSK je především komplexní dopravní a ekonomická správa regionálních autobusových linek PID nezajíždějících do Prahy (řada 400), objednávka železniční dopravy na území kraje a správa linek SID a nezaintegrovaných autobusových linek. Systémové činnosti (marketing, přepravní průzkumy, standardy kvality, odbavovací systémy, technika) má mít zajištěné smluvně od ROPIDu. ROPIDu má zůstat správa linek MHD v Praze a příměstských linek PID řady 300 a objednávky železniční dopravy v Praze. Souběžná existence dvou příspěvkových organizací byla označena za vývojový mezistupeň, aby mohl vzniknout jeden nový organizátor vlastněný oběma kraji.
Středočeská integrovaná doprava zanikla s avizovaným dokončením integrace regionálních linek ve Středočeském kraji do PID k 12. červnu 2022 v oblastech Čáslavska, Březnicka a Krásnohorska. Organizátoři v informaci o zrušení u zanikajících linek SID k tomuto datu už ani neuváděli jejich zkrácená označení ve formátu SID, což ještě v dubnu 2022 u změn na Vlašimsku uváděli.

## Historie IDS v okolí Prahy

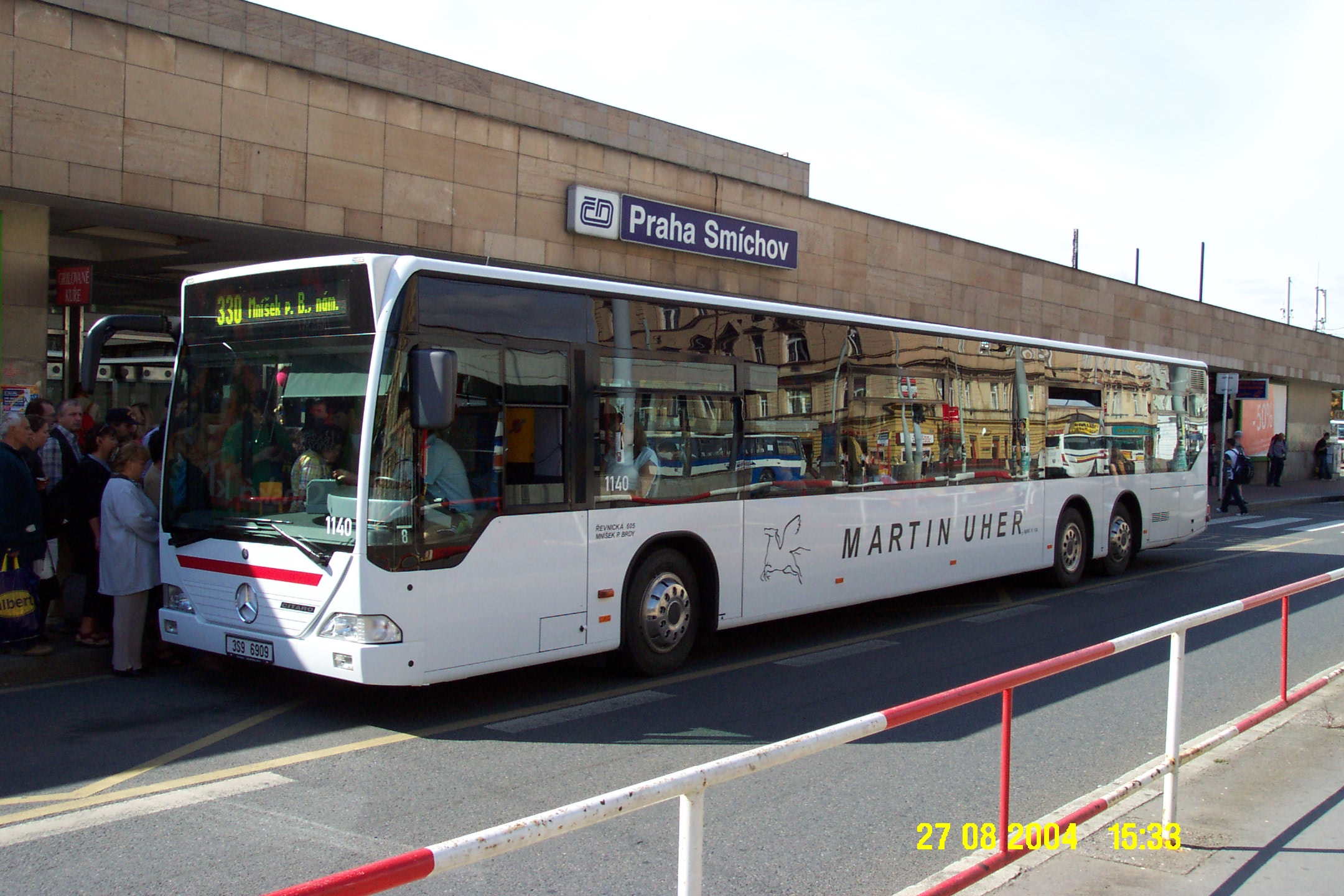
V rámci PID bylo zpočátku zajišťováno také spojení do méně vzdálených měst, mezi které patří i například Mníšek pod Brdy. Zde autobus linky č. 330 dopravce Martin Uher typu Mercedes-Benz Citaro.

- Základem integrovaného dopravního systému v pražské oblasti byl systém městské hromadné dopravy v Praze, zahrnující metro, tramvaje, městské autobusy, přívozy a lanovou dráhu na Petřín.
- 11. 1. 1992 byla zahájena doprava na příměstských autobusových linkách 351 z Českomoravské do Hovorčovic a 352 z Nových Butovic do Ořechu. Na linkách platil běžný městský tarif. Současně byla uznávána platnost předplatních jízdenek na MHD i na souběžných úsecích linek ČSAD a platnost žákovských a dělnických jízdenek ČSAD na linkách MHD. Zahrnutými linkami ČSAD Praha-západ s. p. byly 11660 Praha – Vysoký Újezd a 11661 Praha – Mořina, ČSAD Klíčov s. p. do systému zahrnulo linky 10032 Praha – Měšice, 10033 Praha – Neratovice, 10090 Praha – Čakovičky a 10281 Praha – Odolena Voda. Smlouvu s dopravci uzavřely 20. 12. 1991 uvedené obce a okresní úřady Praha-východ a Praha-západ a byla považována za experimentální zavedení integrovaného dopravního systému.
- 1. 10. 1992 byly do integrace zapojeny první železniční úseky a stanice ČSD. Byla uznávána platnost předplatních jízdenek MHD v osobních vlacích ve vybraných úsecích.
- 1. 12. 1993 zahájila činnost organizace ROPID, regionální organizátor pražské integrované dopravy.
- 1. 4. 1994 uzavřela organizace ROPID první smlouvy s dopravci o provozování linek.
- 1. 1. 1995 bylo zřízeno vnější tarifní pásmo na příměstských autobusových linkách.
- 31. 5. 1995 zřízeno vnější tarifní pásmo i na železnici.
- 1. 1. 1996 zřízena čtyři vnější tarifní pásma pro časové předplatní jízdenky.
- 1. 6. 1996 zaveden časový a pásmový tarif v celé PID (do té doby platily jen nepřestupní a předplatní jízdenky)
- 1. 5. 1998 do PID zapojena první parkoviště P+R
- 30. 5. 1999 bylo na prvních úsecích železničních tratí umožněno použít i jednotlivé, nejen předplatní jízdenky.
- 1. 5. 2000 v autobusech městských linek byl zahájen prodej jízdenek u řidičů (s příplatkem). V příměstských linkách PID se prodávaly jízdenky u řidičů bez příplatku od počátku.
- 28. 5. 2000 bylo zavedeno páté vnější tarifní pásmo.
- 29. 11. 2003 zavedena první příměstská noční linka, 601, do Černošic, později prodloužena do Řevnic. V následujících letech přibývají další (1. 7. 2004 602 do Berouna a 603 do Staré Boleslavi, 1. 5. 2005 604 do Roztok, 2. 9. 2006 606 do Jesenice, 10. 12. 2006 605 do Průhonic, 607 do Hostivic).
- Od 1. 7. 2005 některé linky Středočeské integrované dopravy, tedy její součásti označované Kladenská integrovaná doprava (KLID), zajíždějí i do Prahy. Středočeský kraj plánuje jednání o vztazích mezi PID a SID. SID má být rozvinuta postupně během let 2005 až 2015.
- 1. 7. 2005 byl do systému PID začleněn první přívoz, Sedlec – Zámky na severu Prahy. Platí na něm předplatní jízdenky PID a zveřejněné časy plaveb jsou koordinovány s autobusovou linkou 102 (dnes 236) v Zámcích a vlaky ČD v Sedlci. V době provozu jezdí i na požádání.
- 28. 11. 2005 během třítýdenní výluky autobusové dopravy PID byla jako náhradní doprava PID použita lodní linka Davle–Štěchovice po Vltavě.
- 1. 7. 2006 byl do systému PID začleněn již druhý přívoz, Podbaba–Podhoří. Na přívozu platí předplatní jízdenky PID.
- 1. 1. 2007 v PID přestali působit dva dopravci, Hotliner s. r. o. a ČSAP s. r. o. (provozování osobní dopravy přešlo na společnost OAD Kolín)
- od 4. 3. 2007 byl zvýšen počet zastávek na znamení o zastávky více než 100 názvů (tj. přes 200 zastávek) a pro zastávky dalších více než 30 názvů bylo rozšířeno období, kdy je zastávka na znamení.
- 4. 3. 2007 v PID začal působit druhý železniční dopravce, KŽC Doprava s. r. o. (na tratích č. 013 a 012)
- 17. 7. 2007 zařazen do PID třetí přívoz, Lihovar – Veslařský ostrov, čímž do PID vstoupil nový dopravce Vittus group s. r. o.
- 1. 9. 2007 se u zastávek 55 názvů (tj. u více než sta zastávek) mění režim ze zastávek na znamení zpět na zastávky stálé nebo na zastávky s režimem proměnlivým podle denní doby a dne v týdnu. Ve většině případů jde o návrat do stavu před březnem 2007.
- Mezi 7. 2. 2008 a 10. 3. 2008 z výběrového řízení ROPIDu vzešla nová značka a logotyp Pražské integrované dopravy. Nové logo začalo být postupně užíváno na jízdních řádech a informačních materiálech, do budoucna jím mají být označena i vozidla a zastávky.[19][20]
- 1. 8. 2008 byly v rámci PID zprovozněny dva přívozy v oblasti centra města (přívozy č. P4 a P5)
- 30. 8. 2008 byl rozšířen provoz nočních autobusových linek 501–513
- 1. 3. 2009 byla do systému PID začleněna nelinková přeprava držitelů průkazu ZTP nebo ZTP/P podle individuálních požadavků (objednávek) cestujících, zajišťuje dopravce Societa o. p. s.[21][22]
- 22. 4. 2009 byl spuštěn veřejný zkušební provoz webové informační služby systému MPV (Monitorování polohy vozidel), zatím zahrnující asi 250 vozidel 4 dopravců (ČSAD Polkost, Martin Uher, Spojbus a Veolia Transport Praha). Systém byl vyvíjen od roku 2004, do konce roku 2009 měl zahrnout všechny dopravce[23][24]
- od 3. 1. 2011 avizoval ROPID nový systém zastavování autobusů v zastávkách na znamení, podle nějž není třeba na řidiče mávat, ale cestující, který chce nastoupit, dává znamení tím, že stojí na viditelném místě zastávky, přičemž řidič je povinen zastavit vždy, nachází-li se v prostoru zastávky alespoň jedna osoba nebo má-li zakryt výhled předchozím autobusem. Pokud ve vozidle nefunguje akustický hlásič, který oznamuje, že je zastávka na znamení, musí řidič zastavovat v každé zastávce na znamení, i když cestující nestiskne tlačítko. Současně ROPID avizoval následné zvýšení počtu zastávek na znamení.[25] Zavedení nebo časové rozšíření charakteru na znamení má se týkat kolem 170 názvů zastávek v Praze (tj. zhruba dvojnásobného počtu zastávek) a 47 názvů zastávek mimo Prahu.[26] K dalšímu podstatnému rozšíření počtu zastávek na znamení (o dalších cca 160 názvů) došlo v PID od 1. července 2011. Začátkem srpna 2011 mluvčí ROPIDu uvedl, že se uvažuje buď o další vlně rozšiřování počtu v lednu 2012, anebo o celkové změně režimu, podle níž by byly na znamení všechny autobusové zastávky, po vzoru Jihlavy a dalších evropských měst, a uvažuje i o jejich zavedení v tramvajovém provozu. Dopravní podnik se vyjádřil proti plošnému zavedení, v tramvajové dopravě zavedení zastávek na znamení brání provozní předpisy.[27]

V lednu 2011 středočeský hejtman David Rath oznámil, že vypoví všechny stávající smlouvy s dopravci (včetně smluv s ROPIDem, jejichž účastníky jsou i středočeské obce a Praha) a vyhlásí nová výběrová řízení. Dne 31. května 2011 kraj smlouvy vypověděl, nejprve s roční výpovědní lhůtou, tj. ke dni 31. května 2012, v červnu 2011 upravil výpovědi dodatkem tak, že dosavadní smlouvy platí až 8. prosince 2012, avšak i toto datum vzbuzuje obavy, že je nerealistické, pokud se někdo proti výpovědím bude odvolávat. Později byly údajně výpovědní lhůty prodlouženy do 30. června 2013, dle jiných zdrojů do konce února 2013. Dne 9. července 2011 kraj oznámil na vývěsce EU záměr vyhlásit výběrové řízení. Hejtman David Rath vyzval obce, aby rovněž smlouvy s dopravci vypověděly. Náměstek pražského primátora Karel Březina ČSSD) označil jednostranné vypovězení smluv bez předchozí domluvy s obcemi a sousedními kraji za velmi riskatní a za vážné ohrožení dopravní obslužnosti a za jediné řešení považuje vzít výpovědi zpět. Stejný názor vyjádřila později i středočaská organizace TOP09 a STAN, avšak náměstek hejtmana Robin Povšík (ČSSD) označil tyto obavy za zbytečné strašení lidí ze strany pravice. V listopadu 2011 iDnes.cz přinesla informaci, že na nesrovnalosti v rozdělování dotací upozornil vedoucí oddělení veřejné dopravy krajského úřadu František Mráček, který až do roku 2007 byl v ROPIDu vedoucím pracovníkem odpovědným za projektování dopravy a po svém odchodu z ROPIDu se stal jeho soustavným kritikem. Podle iDnes.cz ROPID odmítl podepsat dodatek o prodloužení výpovědní lhůty do února 2013. Náměstek pražského primátora Josef Nosek zaslal Středočeskému kraji upravený návrh dodatku smlouvy, který by výpovědní lhůtu prodloužil do konce roku 2014, aby výběrová řízení mohla být kvalitně připravena, ale hejtman David Rath údajně tento návrh odmítá. Rath zmínil, že má připravený krizový plán spočívající v tom, že pokud by někteří dosavadní dopravci v PID nechtěli s krajem uzavřít přímou dvoustrannou smlouvu a po uplynutí výpovědní lhůty by přestali jezdit, nahradil by je jinými dopravci. 18. května 2012 Rada hlavního města Prahy schválila dofinancování dopravní obslužnosti na části příměstských linek PID ve výši 29,8 milionu korun, které umožní zajistit provoz linek PID do 30. září 2012 i bez účasti Středočeského kraje. Po zatčení a rezignaci hejtmana Davida Ratha rada Středočeského kraje 21. května 2012 rozhodla o stažení výpovědí autobusovým dopravcům. Náměstek hejtmana Robin Povšík to zdůvodnil tím, že by se do voleb nestihlo vypsat řádné výběrové řízení na nové dopravce
10. června 2012 ROPID oznámil ve shodě se středočeským radním pro dopravu Robinem Povšíkem záměr rozšířit PID do konce volebního období do Mělníka. Robin Povšík přitom, v narážce na rezignaci hejtmana Davida Ratha, oznámil změnu krajské koncepce dopravy s tím, že vize izolovaného řešení je už „asi tři týdny zastaralá“. Přislíbil následující týden sestavit pracovní skupinu pro řešení krajské dopravy s Prahou. Koncem dubna 2014 doporučil výbor pro dopravu Středočeského kraje variantu integrace veřejné hromadné dopravy na Mělnicku a Neratovicku do Pražské integrované dopravy s organizátorem ROPID. Dne 30. dubna 2014 proběhlo v Neratovicích pracovní setkání zástupců dotčených obcí a měst, dopravců a krajského úřadu se zástupci ROPID. V Neratovicích by podle návrhu bylo možné využívat linky PID za cenu neratovické MHD, přičemž návrh .

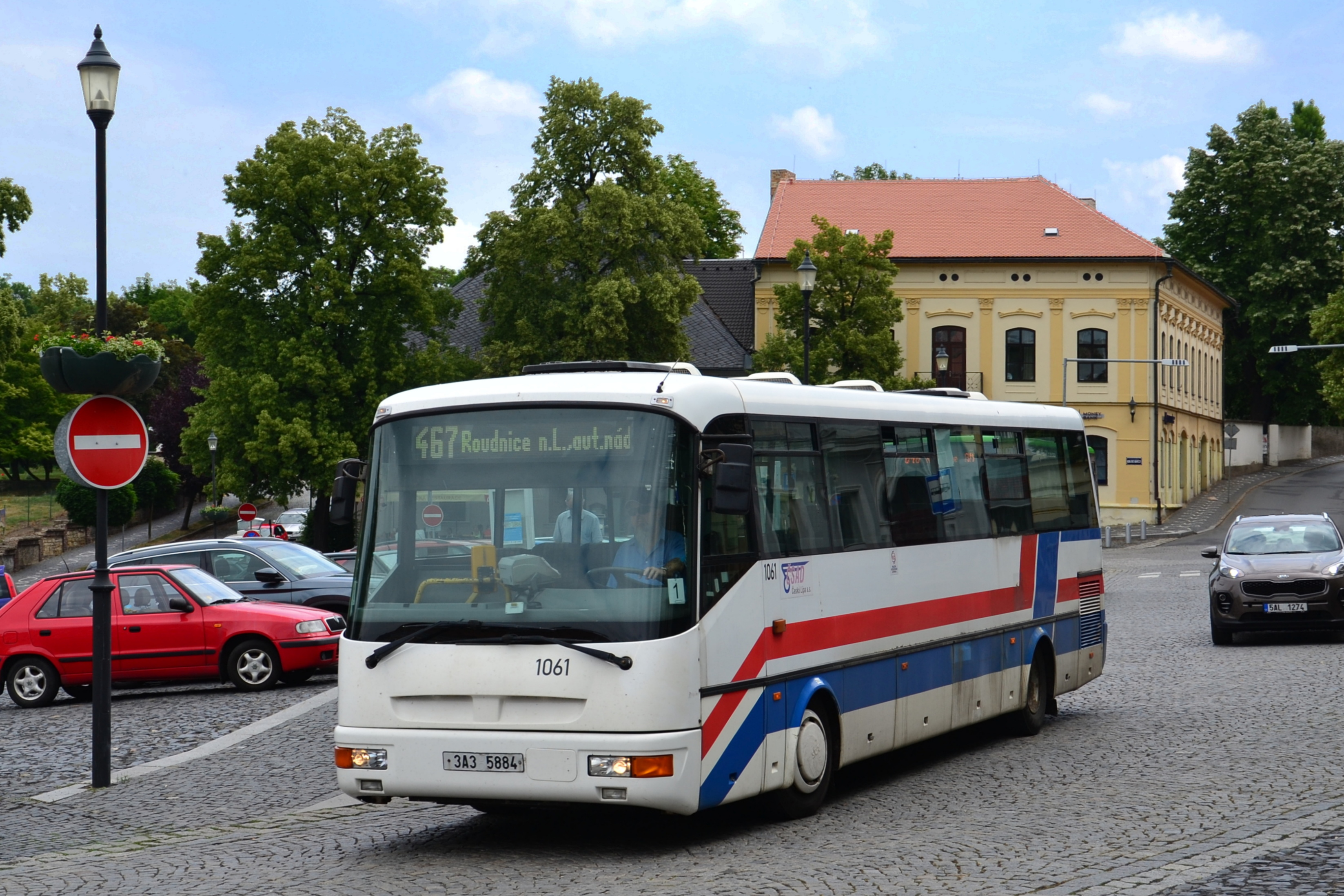
Od 3.1.2017 se cestující v relaci Mladá Boleslav - Mělník - Roudnice nad Labem dopraví pomocí linky 467. PID se tedy dostává až do Ústeckého kraje.

- Od 3.1.2017 se cestující v relaci Mladá Boleslav - Mělník - Roudnice nad Labem dopraví pomocí linky 467. PID se tedy dostává až do Ústeckého kraje.7. 4. 2015 integrace Mělnícka a Neratovicka, uváděno jako první pilotní projekt společného dopravního systému Prahy a Středočeského kraje, ačkoliv fakticky šlo o klasické rozšíření Pražské integrované dopravy. Do PID byla začleněna městská autobusová doprava v Mělníce a městská autobusová doprava v Neratovicích.[36] Ukončení příměstských linek na městské komunikaci u stanice metra Ládví místo dosavadního autobusového stanoviště Nádraží Holešovice vyvolalo protiaktivitu Ládví není autobusák.
- 1. 1. 2016 do PID začleněna městská autobusová doprava v Kralupech nad Vltavou
- 2. 7. 2016 nové linky 454 a 455 v oblasti Mělnicka a Kralupska, nově obslouženy obce Nová Ves, Vraňany, Spomyšl, Lužec nad Vltavou, Hořín, Býkev, Jeviněves, Ledčice, Černouček a Horní Beřkovice, vznik nových železničních linek S42 a U22 a zahrnutí dalších železničních stanic a zastávek do PID
- 3. 1. 2017 integrace dopravy v oblasti Mělník – Roudnice nad Labem, společné úseky a vzájemné uznávání jízdenek s Dopravou Ústeckého kraje

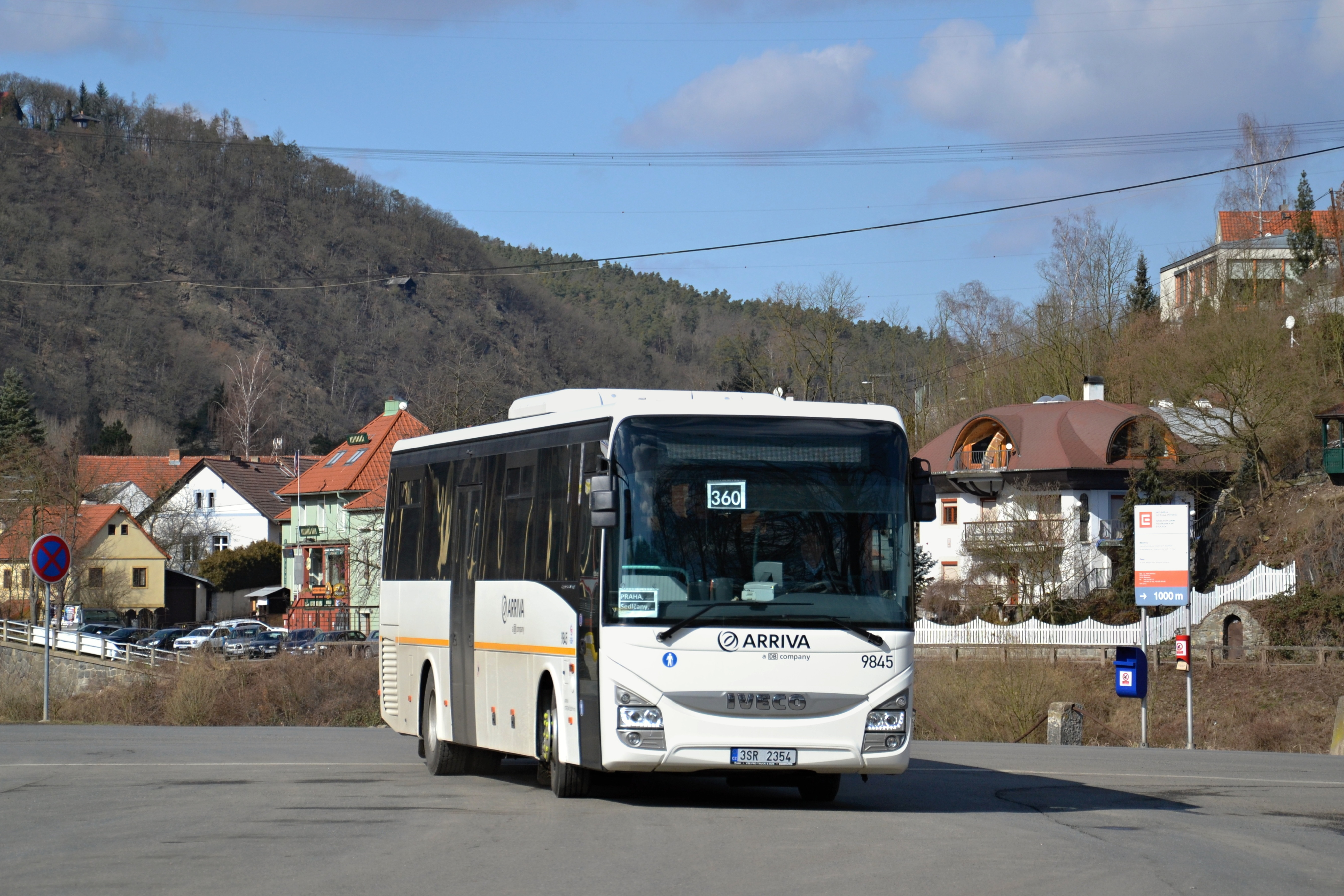
Linka 360 spojuje 1.4.2017 Sedlčany s Prahou. V úseku Štěchovice-Praha tvoří s linkami 338, 390, 361 svazek.

- od 3. 1. 2017 objednávaných ministerstvem dopravy (R20 Praha – Roudnice nad Labem, R21 Praha – Všetaty, R23 Lysá nad Labem – Štětí a R24 Praha – Kladno) nově možné navazovat Tarify PID a ČD v rychlících pouze ve stanicích, kde vlak skutečně dle jízdního řádu zastavuje, nikoli jako dosud v jakékoli první nebo poslední stanici nebo zastávce v rámci tarifního pásma PID; na ostatních linkách platí dosavadní způsob navazování jízdenek. Změna se netýká návaznosti jednotlivých jízdenek PID na dlouhodobé časové jízdenky PID[37]
- 26. 3. 2017 integrace Nymburska II (Nymburk, Sadská, Pečky, Poděbrady), SID nahrazena PIDem a městská autobusová doprava v Nymburce začleněna do PIDu, na lince 432/436 a 260432 zavedeno lomené jízdné na trasách z Lysé nad Labem a z Nymburka do Mladé Boleslavi. Do Nymburka a Poděbrad prodloužena integrace do PID na železnici a rozšířena na rychlíky.[38]
- 1. 4. 2017 integrace Neveklovska a Netvořicka (Neveklov, Netvořice, Týnec nad Sázavou, Benešov), SID nahrazena PIDem, integrace na železnici prodloužena do Benešova a zahrnuty i rychlíky[39]
- 1. 4. 2017 integrace trasy Praha–Sedlčany a Novoknínska (Nový Knín, Chotilsko, Sedlčany), SID nahrazena PIDem, zrušen souběh PID a SID mezi Prahou a Štěchovicemi. Na linku 360 z Prahy do Sedlčan navazuje lomeným jízdným neintegrovaná linka do Milevska.[40]

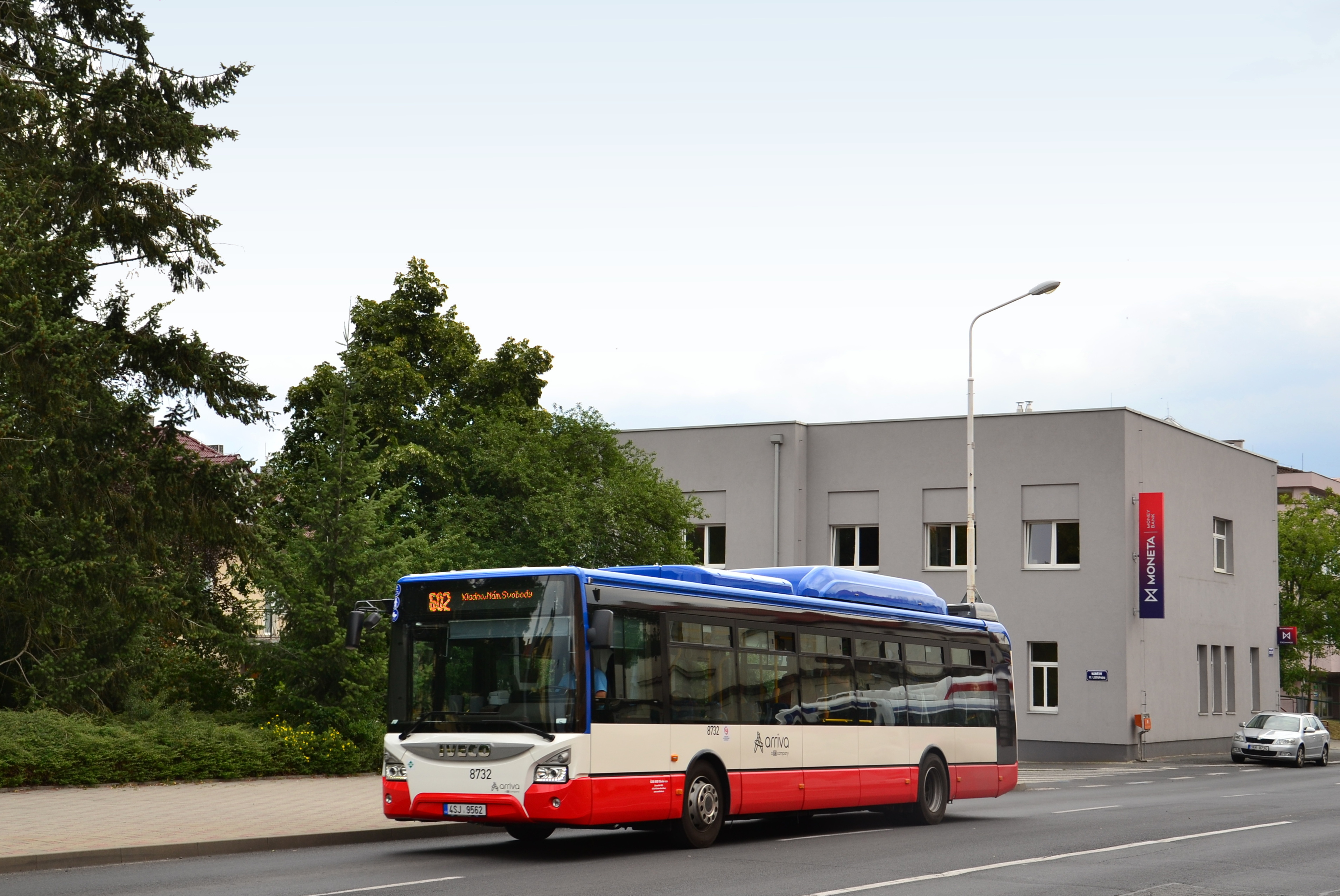
Při rozšíření MHD na Kladensko byla zahrnuta i tamní MHD. Linky MHD dostaly čísla z číselné řady 6xx. Vzhledem k pozdějším sporům mezi Středočeským krajem a Kladnem, byla MHD odintegrována.

- 26. 8. 2017 integrace Kladenska (MHD Kladno, Kladno-Slaný, Kladno-Praha), PAD/SID nahrazena PIDem, jízdní doklady PID jsou uznávány i na železnici (U11/U12) do Loun.

- 1. 10. 2017 rozšíření integrace železniční dopravy na Mladoboleslavsku
- 9. 10. 2017 rozsáhlejší změna nočních autobusových linek
- 11. 11. 2017 integrace Kouřimska
- 10. 12. 2017 integrace Byšicka, Všetatska a Kokořínska, Velvarska,
- 4. 2. 2018 integrace železnice na Rakovnicku a Hořovicku[41]
- od 1. 9. 2018 byla spuštěna aplikace PID Lítačka a ukončen provoz validátorů Lítačky.
- 1. 10. 2018 bylo do PID zařazeno posledních 96 železničních stanic a zastávek na území Středočeského kraje. Zároveň vznikla tarifní pásma 8 a 9. Jízdenky pro jednotlivou jízdu platné od okamžiku vydání je možné zakoupit i v pokladnách ČD. Ze zastávek, které nemají výdejnu jízdenek ani označovač jízdenek, lze použít pro nákup jízdenky mobilní telefon s aplikací PID Lítačka.[42][43]

Podle informace ze září 2018 bylo dokončení celé integrace Středočeského kraje včetně autobusové dopravy plánováno na srpen 2019. Plánován byl tento postup integrace:
- 17. 11. 2018: Bus Nymbursko III
- I. čtvrtletí 2019: Bus Slánsko včetně MHD Slaný
- cca I. čtvrtletí 2019: Bus Berounsko I včetně MHD Beroun a Hořovice
- I. čtvrtletí 2019: Bus Příbramsko I včetně tras Praha – Dobříš – Příbram; Hořovice – Příbram
- I. pololetí 2019: Bus Kolínsko – Kutnohorsko I
- I. pololetí 2019: Bus Mělnicko V (Mšensko, Kokořínsko)
- I. pololetí 2019: Bus Benešovsko II (Votice – Vlašim)
- II. pololetí 2019: Ostatní dosud neintegrované oblasti

Další integrační kroky probíhaly v následujcících termínech
- 13. 7. 2019: Bus Benešovsko (Praha - Benešov, prodloužení linky 337, regionální linky)
- 24. 8. 2019: Bus Slánsko (Slaný - Louny)
- 15. 12. 2019: Bus Rakovnicko (Praha - Rakovník, regionální linky)
- 8. 8. 2020: Bus Kokořínsko (Mělník, Kokořín, Všetaty)
- 22. 8. 2020: Bus Voticko (regionální linky, Praha - Tábor, Mladovožicko)
- 29. 8. 2020: Bus Dobrovicko
- 15. 8. 2020: Bus Rakovnicko II.
- 15. 11. 2020: Bus Slánsko (vyhodnocení)
- 13. 12. 2020: Bus Rožmitálsko (Příbram - Rožmitál pod Třemšínem, regionální linky), bus Berounsko a Hořovicko (Praha - Beroun - Hořovice, regionální linky)
- 7. 3. 2021: Bus Skalsko (dvě regionální linky Mladá Boleslav - Skalsko - Mšeno), bus Královéměstecko (Poděbrady, Nymburk, Městec Králové)
- 10. 4. 2021: Bus Voticko (vyhodnocení)
- 13. 6. 2021: Bus Dobříšsko a Sedlčansko (Dobříš, Sedlčany, Kamýk nad Vltavou, Příbram, regionální linky)
- 1. 8. 2021: Bus Kolínsko a Kutnohorsko (Poděbrady, Kolín, Kutná Hora, Uhlířské Janovice, Sázava, Zruč nad Sázavou, Praha - Čáslav, regionální linky)
- 12. 12. 2021: Bus Mladoboleslavsko (Mladá Boleslav, Mnichovo Hradiště, Dolní Bousov, Bělá pod Bezdězem, Praha - Mladá Boleslav - Mnichovo Hradiště - Turnov/Jičín/Liberec
- 1. 4. 2022: Bus Vlašimsko a Posázaví (Vlašim, Benešov, Divišov, Čechtice, Praha - Vlašim - Pelhřimov - {Jihlava}
- 12. 6. 2022: Bus Březnicko a Krásnohorsko (Příbram, Březnice, Rožmitál pod Třemšínem, Sedlčany, Krásná Hora nad Vltavou, Příbram - Písek), bus Čáslavsko (Vrdy, Žleby, Ronov nad Doubravou, Čáslav - Chrudim), vlak s přesahem mimo kraj (např. Jičín, Přelouč)

K 12. červnu 2022 se zaintegrováním Čáslavska, Březnicka a Krásnohorska bylo ohlášeno dokončení procesu dopravní integrace regionálních vlakových a autobusových linek Prahy a Středočeského kraje. Zbývat měla již jen integrace MHD v Kolíně, Mladé Boleslavi a Příbrami, která se aktuálně připravovala. K 1. září 2022 kladenská MHD z důvodu nedohody města s krajem opustila PID, pro zbývající linky PID na území Kladna bylo zrušeno začlenění do MHD a související tarifní výjimky. 
Kolem 11 tisíc označníků zastávek ve Středočeském kraji, které doposud byly ve vlastnictví a správě jednotlivých dopravců, bylo od 1. září 2021 převedeno do vlastnictví Středočeského kraje a správy organizace IDSK. Kraj zpracovává plán obnovy a sjednocení tohoto značení, od podzimu 2021 má probíhat kompletní pasportizace a v roce 2022 má být zahájena obnova.
● 10. 12. 2023: Integrace MHD Příbram (nově linky 500 - 508 a 565), Tarif MHD Příbram je uznáván i na vybraných linkách PID na území Příbrami. 
Dále dochází k propojení dopravních systémů v oblasti Čtyřmezí - tj. nová linka PID 305 Praha - Karlovy Vary, vznik 13. tarifního pásma, vzájemné propojení a uznávání jízdních dokladů systémů DÚK, IDPK a PID v dané oblasti.
Integrace autobusové dopravy v jednotlivých oblastech do PID je zpravidla spojena i s vlnou přejmenování zastávek. Na území Prahy byl již v průběhu 90. let 20. století, a to ještě před integrací příměstských linek, v rámci sjednocení původních názvů MHD a ČSAD u všech názvů zastávek vypuštěn druhý díl názvu (část obce), takže za názvem města a dvěma čárkami následuje rovnou název zastávky odpovídající názvu zastávky MHD (původně např. zastávce MHD „Malešická továrna“ odpovídal název ČSAD typu „Praha,Malešice,závod I“. Při začleňování oblastí do PID je důkladně revidováno, podle čeho je zastávka pojmenována, i forma pojmenování. Zejména je u zastávek pojmenovaných po rozcestí systematicky vypouštěn dosud standardně uváděný údaj o vzdálenosti k sídlu, k jehož obsluze je zastávka určena. Svérázná a nekonzistentní byla v některých obdobích práce s velkými písmeny na začátku třetí části názvu zastávky, kdy v některých případech bylo i u obecného slova použito velké písmeno, v jiných případech je ponecháno písmeno malé. Tyto zásady se měnily v čase i případ od případu a nestandardní pravopis je pak málokdy ještě jednou upravován, takže přestože v posledních letech integrace již byl pravopis ukázněnější, ze starších dob zůstaly názvy jako „Okoř,,Křižovatka“, „Odolena Voda,,Závod“ nebo „Ohrobec,,U Rybníka“.

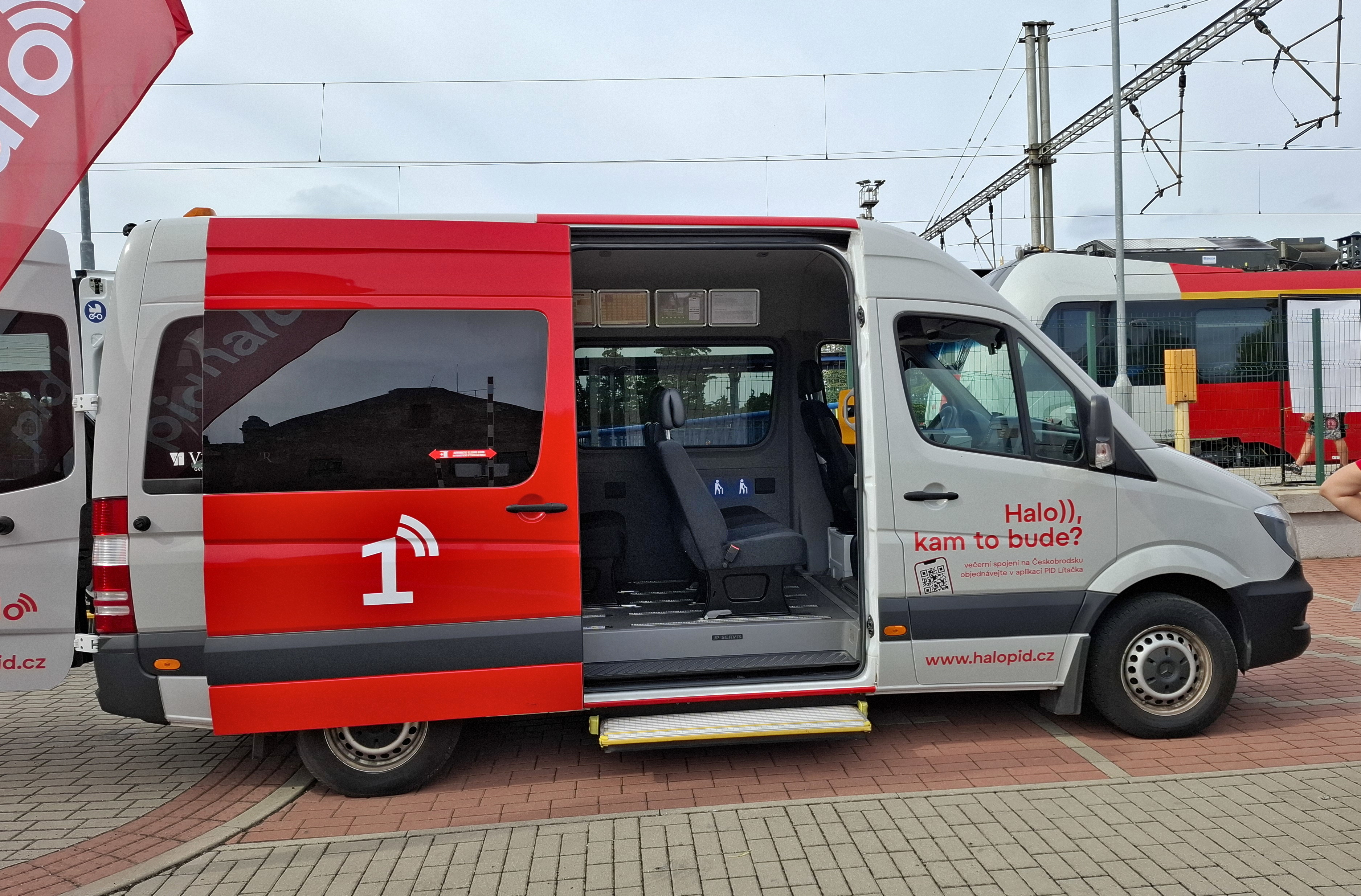
Mikrobus Mercedes-Benz zajišťující poptávkovou dopravu v roce 2024

### Poptávková doprava
V okolí Českého Brodu byl 5. srpna 2024 poprvé zaveden princip tzv. poptávkové dopravy, kdy autobusy nejezdí po pevných trasách (a v principu ani v pevných časech), ale obsluhují pouze zastávky, do kterých nebo z kterých mají cestující zájem jet. Hlavní funkcí tohoto typu dopravy je podle organizátorů navázání na vlaky linky S1 z Prahy a zajištění návazné dopravy z nádraží v Českém Brodu.
Systém s názvem PID Haló funguje ve zkušebním provozu pro 15 obcí a vesnic v okolí Českého Brodu v pracovní dny v rozmezí 20:30 – 0:30 hod. Cestující si jízdu objedná pomocí aplikace Lítačka, je ale možná i telefonická objednávka. Do systému byly z počátku zapojeny dva mikrobusy Mercedes s kapacitou osmi cestujících s možností přepravy kočárků nebo cestujících na vozíku.

## Statistiky PID
- V roce 2004 obsluhovala PID téměř 300 obcí a zahrnovala 150 příměstských autobusových linek – tedy těch, které nejsou vnitropražskými linkami.
- V roce 2003 bylo do PID zahrnuto 221 železničních stanic a zastávek. V roce 2004 jejich počet opět mírně poklesl.
- V roce 2004 téměř 58 % cestujících v příměstských vlacích cestovalo na jízdní doklad PID. V roce 1995 to bylo 25 %.
- Celkový dopravní výkon PID od roku 1993 do roku 2004 mírně stoupal od 143 do 178 miliónů vozokilometrů. Příměstské autobusové linky PID z toho v roce 2004 představují asi 20 miliónů, jejich výkon v posledních letech pravidelné narůstal přibližně o 3 milióny vozokilometrů ročně.

Výňatek z oficiálního propagačního materiálu ROPIDu Pražská integrovaná doprava 2011:
| prostředek | průměrná cestovní rychlost (km/h) | počet linek | počet zastávek | počet vozů  | počet přepravených cestujících (za rok) | počet ujetých km |
| ---------- | --------------------------------- | ----------- | -------------- | ----------- | --------------------------------------- | ---------------- |
| metro      | 45                                | 3           | 61             | 635         | 578 515 000                             |                  |
| tramvaj    | 18                                | 33          | 620            | 931         | 345 485 000                             |                  |
| autobus    | 25 (městské); 33 (regio)          | 319         | 2310           | 1714        | 334 646 000                             |                  |
| Esko       | 44                                | 17          | 226            |             | 18 126 000 (v rámci PID)                |                  |
| přívoz     | 6                                 | 6           | 14             | 6           | 492 000                                 |                  |
| celkem     | 29 (bez Eska)                     | 378         | 3227           | 3286 + Esko | 1 293 813 000                           | 196 000 000      |

## Označování linek PID
- Linky pražského metra jsou označovány stejně jako trasy metra, tedy písmeny A, B a C. V informačním systému se linky označují též barevně: A zeleně, B žlutě a C červeně (v databázích jsou kódovány jako linky č. 991, 992 a 993.)
- Tramvajové linky mají jednociferná a dvojciferná čísla. Běžné denní tramvajové linky mají čísla 1 až 26, na zastávkách se označují hnědým písmem na bílém podkladě, dočasně zaváděné výlukové 30 až 39, označují se hnědým písmem na žlutém podkladě.
- Autobusové linky mají trojciferná čísla, denní linky autobusů jsou číslovány v intervalu 100 až 250. Na zastávkách se označují modrým písmem na bílém podkladě. (Linka č. 100 je z technických důvodů kódována v databázích jako linka č. 299, v některých výstupech jsou číslice 0 nahrazeny písmeny O). Výjimkou byla linka 701 v letech 2002–2007, která původně vznikla jako linka náhradní dopravy a později byla i formálně změněna na trvalou linku.
- Trolejbusové linky mají dvouciferná čísla 50 až 68. Na označnících jsou značeny fialovým písmem na bílém podkladě.
- Noční městské linky mají čísla začínající na číslici 9, tedy tramvajové linky 91 až 99 a autobusové městské linky 901 až 915. Příměstské noční linky autobusů mají čísla 951 až 960. Na zastávkách se označují noční linky číslem v negativním provedení, tedy bílým písmem na modrém podkladě, příměstské na černém podkladě.
- Příměstské autobusové linky vycházející z Prahy mají převážně čísla začínají číslicí 3. Nejprve se začínalo s čísly od 351 výše, později byla využita i nižší čísla. Zvláštností byla linka 255, která byla číslem linky i tarifně považována za městskou, ačkoliv poslední zastávka leží již v katastrálním území obce Jíloviště. Tato linka byla v roce 2006 zrušena a její spoje převedeny na linku 314 ukončené v zastávce Jíloviště, přívoz (původní název Přívoz Strnady). S postupem integrace dalších oblastí do systému PID se rozšířil i počet příměstských linek a číselná řada příměstských linek obsahuje linky 300 - 415, ale také některé linky řady 7xx (700, 720 a 730 - mezikrajské linky PID)
- Mimopražské regionální autobusové linky PID mají čísla v rozmezí 416 - 862.
- Vnitropražské školní autobusové linky PID mají čísla v rozsahu 251 až 277. Na zastávkách se označují stejně jako běžné městské, tj. modrými čísly na bílém podkladě.
- Autobusová linka AE (Airport Express) sice spadá do PID, ale platí na ní zvláštní jízdné. Označuje se bílými písmeny AE na modrém podkladu (v databázích je kódována číslem 790.)
- Linky náhradní autobusové dopravy za tramvaj mají označení složené z písmene X a označení linky nebo některé z linek, které nahrazují (například X-4 nebo X-55, nověji též X4 nebo X55). Na zastávkách se označují černým písmem na žlutém, vzácně i oranžovém podkladě, stejným způsobem se označují i dočasné výlukové linky z jiných číselných řad (například 7xx). Černožluté provedení mají též některé další informační prvky s informacemi o výlukách. (V databázích jsou obvykle linky náhradní dopravy kódovány nahrazením písmene X přičtením 800, například linka X12 pod kódem 812).
- Přívozy zařazené do PID se v tištěných a elektronických jízdních řádech označují jako P1 až P7. Na přístavištích a na plavidlech však podobné označení jinde než na tištěných jízdních řádech není uváděno (v databázích jsou přívozy kódovány pod čísly linek 691 až 697.)
- Historické tramvajové linky, která není součástí PID, má označení 41 a 42. Od roku 2005 je značena na zastávkách červeným písmem na bílém podkladě, předtím byla značena na žlutém podkladě, což vedlo k záměnám za dočasné výlukové linky. Nyní je značena zeleně. Původní číslo linky bylo 91 (kvůli roku zavedení - byla zavedena k výročí 100 let elektrické tramvajové dopravy v Praze), avšak kvůli shodě počáteční číslice s čísly linek autobusů noční dopravy musela ustoupit historická hodnota a byla přečíslována na stávající číselné označení.
- Lanová dráha na Petřín oficiálně číselné označení nemá, v interních databázích je vedena jako linka 49 (dříve i 41), na jízdních řádech jako LD.
- Železniční soupravy na hlavních příměstských tratích (Metropolitní dopravní linie) jsou od 9.12.2007 označeny jako linky S1 až S9. Městská železniční linka z Hostivaře do Roztok je označena jako S49. V rámci PID jsou dvouciferně označeny spojující, popř. navazující linky S na z Prahy, popř. odjinud vycházející linky S.
- Městské autobusové linky pro tělesně postižené jsou rovněž zařazeny do systému PID, ale jako zvláštní linková doprava, přístupná jen vymezeným skupinám cestujících. Označují se mezinárodním symbolem přístupnosti (invalidní vozík) doplněným číslem, v jízdních řádech je linka označena písmenem H a číslem, v databázích je kódována jako linka číslo 799.

### Pražské městské linky nezařazené do PID
- Některé příležitostné nebo jinak specifické linky, které nejsou součástí PID, se označují obdobně jako linky PID, a to trojciferným číslem začínajícím číslicí 8. Některé z těchto linek jsou trvale vyznačeny na autobusových zastávkách, a to zelenými číslicemi na bílém podkladě. Trvale vyznačena je například linka 871 ze stanice metra Letňany k Výstavišti Letňany.  Podobné linky bývají příležitostně zřizovány k velkým výstavám, kulturním nebo sportovním akcím atd.
- Další linky, provozované zpravidla bezplatně různými dopravci k obchodním domům na základě jejich objednávky, do systému PID ani do jeho číslování linek nejsou zařazeny. Trojciferná nebo čtyřciferná čísla těchto linek jsou určena jen pro vnitřní potřebu dopravce, šesticiferná čísla přidělená v licenci jsou uvedena jen na jízdních řádech některých z těchto linek. Většina těchto linek je označena logem nebo písemnou zkratkou. V současnosti jsou pomalu rušeny a nahrazovány zaintegrovanými linkami PID, jako např. náhrada Avionbusu (Ikeabusu) v Praze-Zličíně prodloužením linky 180.

## Vizuální styl PID
Vizuální styl PID byl zpočátku reprezentován především rozšiřováním městského typu zastávkových sloupků a městského typu označování linky a směru na vozidlech do regionu mimo město. 
Od roku 2008 byla budována jednotná vizuální identita založená na používání značky a loga systému, jednotné grafice propagačních a informačních materiálů (včetně symbolů pro jednotlivé druhy dopravy) a jednotném vzhledu vozidel PID (momentálně autobusy a vlaky). Na Týdnu mobility v září 2010 ROPID prezentoval nový jednotný vzhled vozidel, spojený i s novým logem systému. Jako první dostal jednotný červeno-bílo-modrý vzhled na počátku října 2010 kloubový autobus MAN Lion’s City G ev. č. 1605 dopravce ČSAD POLKOST. V následujících letech uplatňovali dopravci takový nátěr dobrovolně s jistou mírou kreativity, protože provedení nebylo přesně popsáno. V roce 2015 ROPID vypracoval podrobný manuál a vzhled doplnil o motivační hesla. Od 1. 1. 2016 byl tento vzhled bodem 3.1.12 Standardů kvality PID stanoven jako povinný pro všechny autobusy, které jsou vybaveny odbavovacím zařízením pro provoz na příměstských linkách. Vzhled byl tvořen třemi barvami vycházejícími z loga PID: dolní pruh červenou RAL 3020, odkazující na hlavní město Prahu, střecha a část nad okny modrou RAL 5005, poukazující na provázanost se Středočeským krajem, a střední pruh doplňující bílou RAL 9010. Manuál PID stanovil pro každý typ vozu přesné rozložení barev a prvků. Barevné pruhy jsou doplněny čísly, logy, slogany a piktogramy. Garantem manuálu byl Lukáš Kubálek. V lednu 2015, kdy ještě použití tohoto vzhledu mělo pouze doporučující charakter a vůbec nebylo vyžadováno od Dopravního podniku hl. m. Prahy, ROPID předpokládal, že většina autobusů by podle tohoto manuálu měla vypadat po roce 2019. Dopravce Martin Uher v lednu 2015 uvedl, že takto upravuje autobusy již 4 roky, totéž uvedl i jednatel společnosti Stenbus, zatímco ředitel ČSAD Kladno tehdy uvedl, že jejich autobusy tuto úpravu nepodstoupí, a mluvčí DPP uvedl, že o ničem takovém zatím ani nejedná, v tomto provedení měl pouze od roku 2014 dva vozy pro linku 340 do Roztok. Červeno-bílo-modré provedení vozidel bylo vyžadováno ještě verzí manuálu z ledna 2019.
Ačkoliv jednotný nátěr byl již aplikován na velké množství autobusů i několik vlaků a jednotnosti ještě nebylo dosaženo, koncem roku 2019 (tedy tři roky po zavedení závaznosti dosavadního jednotného stylu) organizátor dopravy spolu s oběma kraji dospěl k názoru, že „v poslední době již vizuální identita z roku 2008 zastarává“ a  „identita systému není propojena s vizuální identitou organizátorů“ a že je třeba zdůraznit komunikaci samotné značky „PID“ (oproti značkám organizátorů). Byla proto vypsána designérská soutěž, která měla zajistit nový vizuální manuál identity systému PID, nová loga ROPID a IDSK, které budou společně vysílat jasný signál postupné integrace. Záměr byl schválen radou HMP v červnu 2019, soutěž vypsala v září 2019 organizace ROPID na základě usnesení Rady hl. m. Prahy č. 1356, ve spolupráci se Středočeským krajem a organizací IDSK a organizací CzechDesign, v listopadu 2019 byl vyhlášen vítěz soutěže a v červenci 2020 měla být zahájena implementační fáze. výstupem soutěže měl být manuál identity systému PID (logo systému i obou organizátorů, fonty, typografie a základní šablony dokumentů, manuály jednotného vzhledu vozidel a uniformy personálu organizátorů. Rebrand má být navázán na další probíhající projekty: Označník PID, Standardy kvality PID a JIS (Jednotný a informační systém hl. m. Prahy s přesahem do PID). 3. srpna 2020 byl jako vítězný oznámen návrh studia superlative.works  (autoři MgA. Petr Štěpán, Bc. Bohumil Vašák, Doc. MgA. Mikuláš Macháček), založený na asymetrických svislých červených a světle šedých pruzích. V srpnu 2020 se předpokládalo postupné sjednocení grafiky v horizontu cca 15 let. Základem nového loga „pid“ je litera „i“ s výraznou tečkou, která symbolizuje dopravní cestu a zastávku, výsek orientačního plánu, ale také figuru člověka/cestujícího a zastupuje též slovo “integrovaná”. Písmo PID Grotesk vytvořil na míru typograf Tomáš Brousil. Stávající vozidla nemají být přemalovávána, zejména ne tramvaje 15T a metro M1, proti jejichž pozměňování se velmi důrazně ozval architekt Patrik Kotas a hrozil městu žalobou. Rovněž tramvaje T3 se nemají přemalovávat, ale pouze na ně má být uplatněno nové logo PID.
Nový vizuální styl vyvolal mezi zájemci o dopravu výrazné pozitivní i negativní ohlasy. V roce 2021 se studio Superlative.works s vizuálním stylem PID stalo finalistou soutěže Czech Grand Design (CGD21) v kategorii Grafický designér roku. V říjnu 2022 nová vizuální identita PID získala ve světové soutěži Red Dot známku kvality „Red Dot Winner“ v kategorii Korporátní design a identita.

## TarifPID
- Do konce května 1996 byl v pražské MHD i na zaintegrovaných příměstských linkách nepřestupní tarif. Pro každou jízdu bylo třeba označovat novou jízdenku, ta však platila bez ohledu na vzdálenost a dobu jízdy. Pouze v metru bylo možno na jednu jízdenku přestupovat mezi trasami. V tramvajích a autobusech byly po označování jízdenek umístěny děrovače, které do devítimístné mřížky na jízdence prorazily kombinaci tří až čtyř otvorů. Předplatní časové jízdenky však byly přestupní.
- Od 1. 1. 1995 byla platnost předplatních jízdenek omezena jen na území Prahy, pro vnější pásmo na autobusových linkách bylo třeba zakupovat doplňkové kupóny. Od konce května 1995 bylo za stejných podmínek do vnějšího pásma zařazeno i několik mimopražských železničních stanic a zastávek. Vnější pásmo zahrnovalo pak 9 příměstských autobusových linek zasahujících do území 13 obcí a 16 mimopražských železničních stanic a zastávek, pásmo zasahovalo přibližně do vzdálenosti 10 km od hranic Prahy.[60]
- V lednu 1996 bylo, zatím stále ještě jen pro předplatní jízdenky, jedno vnější pásmo nahrazeno čtyřmi soustředně uspořádanými pásmy označenými 1, 2, 3 a 4 až do vzdálenosti cca 35–40 km od hranice Prahy.[60]
- 1. 6. 1996 byl zaveden v celé síti PID nový odbavovací systém s elektronickými označovači jízdenek a s časovým a pásmovým tarifem. Na území Prahy bylo pásmo P, na příměstských autobusových linkách a částech železničních úseků dojezdové pásmo 0, vnější pásma byla očíslována od čísla 1 výše v soustředných prstencích směrem od Prahy.
- 28. 5. 2000 bylo zavedeno páté vnější tarifní pásmo.
- 1. 1. 1998, 1. 7. 2000 a 1. 9. 2001 došlo ke změnám tarifu.
- 1. 7. 2005 došlo k výraznému zdražení jednotlivých jízdenek. Protože Praha požadovala po ROPIDu zdražení jízdného a Středočeský kraj naopak se zdražením nesouhlasil, byl tarifní systém zkomplikován tím, že pásmo P začalo být počítáno jako dvojpásmo a jednotlivé druhy jízdenek mají jinou časovou a pásmovou platnost v Praze a jinou mimo Prahu.
- Od 22. 11. 2007 byla zkušebně zavedena možnost zakoupení přestupní SMS jízdenky pro pásmo P, neplatí však na železnici.
- Od 1. 1. 2008 došlo k další změně. Vzhledem k tomu, že opět Praha požadovala prudší nárůst cen než Středočeský kraj (základní přestupní jízdné v Praze stouplo z 20 na 26 Kč), došlo k zavedení příhraničního pásma B (které je tvořeno částí dosavadního dojezdového pásma 0). Zatímco pro dlouhodobé časové jízdenky je pásmo 0 nadále považováno za jedno pásmo, pro platnost krátkodobých jízdenek se 0 a B počítají jako dvě navazující pásma. Od téhož data se výrazně rozšířil počet druhů jízdenek, které lze použít buď jen v pražských pásmech (s omezenou přestupností za 18 Kč), nebo jen v mimopražských pásmech (kromě 2pásmové nepřestupní za 10 Kč ještě 2pásmová přestupní za 14 Kč - platí i do pásma B – a třípásmová za 20 Kč). Byly zrušeny doplňkové kupony pro vnější pásma platné jen pro vlaky.
- Vzhledem k tomu, že v období od 1. 7. 2005 přibližně do roku 2015 má být zaváděna Středočeská integrovaná doprava, uvažuje se o snížení počtu vnějších pásem PID, popřípadě změně pásmového tarifu PID na zónový a určité formě jeho integrace s tarifem SID. Středočeský kraj na svém webu v roce 2005 umístil text s všeobecnými informacemi o SID, v němž deklaroval, že 4. a 5. pásmo PID mají být přizpůsobeny zónovému tarifu SID, zatímco v pásmech 1 až 3 má být PID zachována.[61]
- Od 1. října 2010 je ve vlacích zařazených do PID na území Prahy povolena bezplatná přeprava dětí do 10 let věku. Jinak se ve vlacích Českých drah platí jízdné od 6 let.
- Od 10. června 2012 je zřízeno 6. a 7. tarifní pásmo v souvislosti s autobusovými linkami 381, 387 a 398, které dosud pokračovaly za 5. pásmem do Kutné Hory, Uhlířských Janovic nebo Poděbrad jako linky SID číslo F81, F87 a H98. Do 7. pásma patří pouze zastávky na území Kutné Hory.[62]
- Od 1. října 2018 je zřízeno 8. a 9. tarifní pásmo. Do 8. tarifního pásma patří oblasti Bělé pod Bezdězem, Bakova nad Jizerou, Rožďalovic, Městce Králové, Týnce nad Labem, Čáslavi, Zruči nad Sázavou, Trhového Štěpánova, Březnice a Rožmitálu pod Třemšínem. Do 9. pásma patří oblasti Mnichova Hradiště, Dolního Bousova, Golčova Jeníkova a Jesenice (okres Rakovník)
- Od 1. srpna 2021 došlo ke zdražení jednorázových jízdenek. Například jízdenka na 30 minut byla zdražena z 24 na 30 Kč, 90minutová z 32 na 40 Kč, 15minutová pro 2 vnější pásma z 12 a 14 Kč. Nově také neplatí na lanovce na Petřín jízdenky na 30 a 90 minut.
- V červnu 2021 se v informačních brožurách a letácích začíná objevovat 10. tarifní pásmo s poznámkou „ode dne vyhlášení“,[63] v této podobě je i v brožurách ke změnám v srpnu 2021. Počínaje prosincem 2021 se v tabulkách objevují pásma až do č. 13 s tím, že u pásma 13 je poznámka „ode dne vyhlášení“,[64] stejně je tomu i v brožurách k 1. dubnu 2022. Rozšíření počtu pásem není v přehledech změn nijak zvlášť zdůrazněno.
- od 12. prosince 2021 byly do PID zahrnuty linky 400 a 410 do severních Čech, které mají pro celou trasou číslování PID, avšak tarif PID na nich platí jen v části trasy po Medonosy, pro celou trasu se používá lomený tarif PID/IDOL.
- k 12. červnu 2022 se zaintegrováním Čáslavska, Březnicka a Krásnohorska bylo ohlášeno dokončení procesu dopravní integrace regionálních vlakových a autobusových linek Prahy a Středočeského kraje.[45][46] Přitom byla PID na železnici rozšířena v některých směrech za hranici kraje, např. do Jičína (pásmo 12).[45] Zbývat měla již jen integrace MHD v Kolíně, Mladé Boleslavi a Příbrami, která se aktuálně připravovala.[46]
- k 1. září 2022 kladenská MHD z důvodu nedohody města s krajem opouští PID, pro zbývající linky PID na území Kladna je zrušeno začlenění do MHD a související tarifní výjimky.
- 28. listopadu 2022 schválilo středočeské zastupitelstvo změny jízdného ve vnějších pásmech od 1. dubna 2023. Dva druhy dvoupásmových jízdenek (15minutová za 14 Kč a 30minutová za 22 Kč) mají být nahrazeny 15minutovou jízdenkou za 20 Kč, avšak platnou i ve vlacích PID, kde dosavadní 15minutová jízdenka neplatila. U třípásmové jízdenky za 30 Kč má být zkrácena časová platnost z 60 minut na 30, tedy sjednocena s jejich časovou platností při použití na území Prahy. Časová platnost vícepásmových jízdenek je zastropována na 180 minutách, což je časová platnost dosavadní 8pásmové jízdenky (podle dosavadního tarifu měla 16pásmová jízdenka časovou platnost 7,5 hodiny). Celodenní jízdenky pro celé území Středočeského kraje mají zůstat na ceně 180 Kč, nově má být zavedena celodenní jízdenka pro pásma 1–4. Cena za časovou jízdenku pro 7 vnějších pásem má platit pro libovolný počet vnějších pásem (až 12). Nově jsou zavedeny 10měsíční kupony. Zavádí se firermní časové jízdné, tj. přenosná jízdenka v ceně 135 % občanské. S Prahou zatím změny nebyly projednány, protože po komunálních volbách stále nevytvořila novou radu.[65]
- Středočeský radní pro dopravu Petr Borecký v polovině listopadu 2022 oznámil, že připravuje na září 2023 zásadní změnu tarifu PID, v rámci které by došlo pro jednotlivé jízdenky ke zrušení tarifních pásem a platnost jízdenek by byla omezena pouze časově. Uvažuje se též o cenovém zvýhodnění elektronicky zakoupených jízdenek. Pro předplatní jízdenky se uvažuje o snížení počtu pásem či také rovnou jejich zrušení.[66]
- od 10. prosince 2023 dochází k rozšíření Tarifu PID na linky MHD Příbram, přičemž Tarif MHD Příbram je uznáván také na vybraných linkách PID. Dochází k rozšíření Tarifu PID do Karlovarského kraje (linka PID 305 Praha - Karlovy Vary) a nově tak vzniká 13. tarifní pásmo.
- od 29. června 2024 jsou všechny autobusové a trolejbusové zastávky ve Středočeském kraji a Praze v rámci PID na znamení. To znamená, že pro výstup je potřeba zmáčknout tlačítko STOP nebo tlačítko pro otevření dveří. Nástup zůstává stejný - stačí viditelně stát na zastávce a autobus zastaví. Tato změna má za cíl zjednodušit systém a snížit zpoždění, hluk a emise v městské dopravě.

## Prodej jízdenek

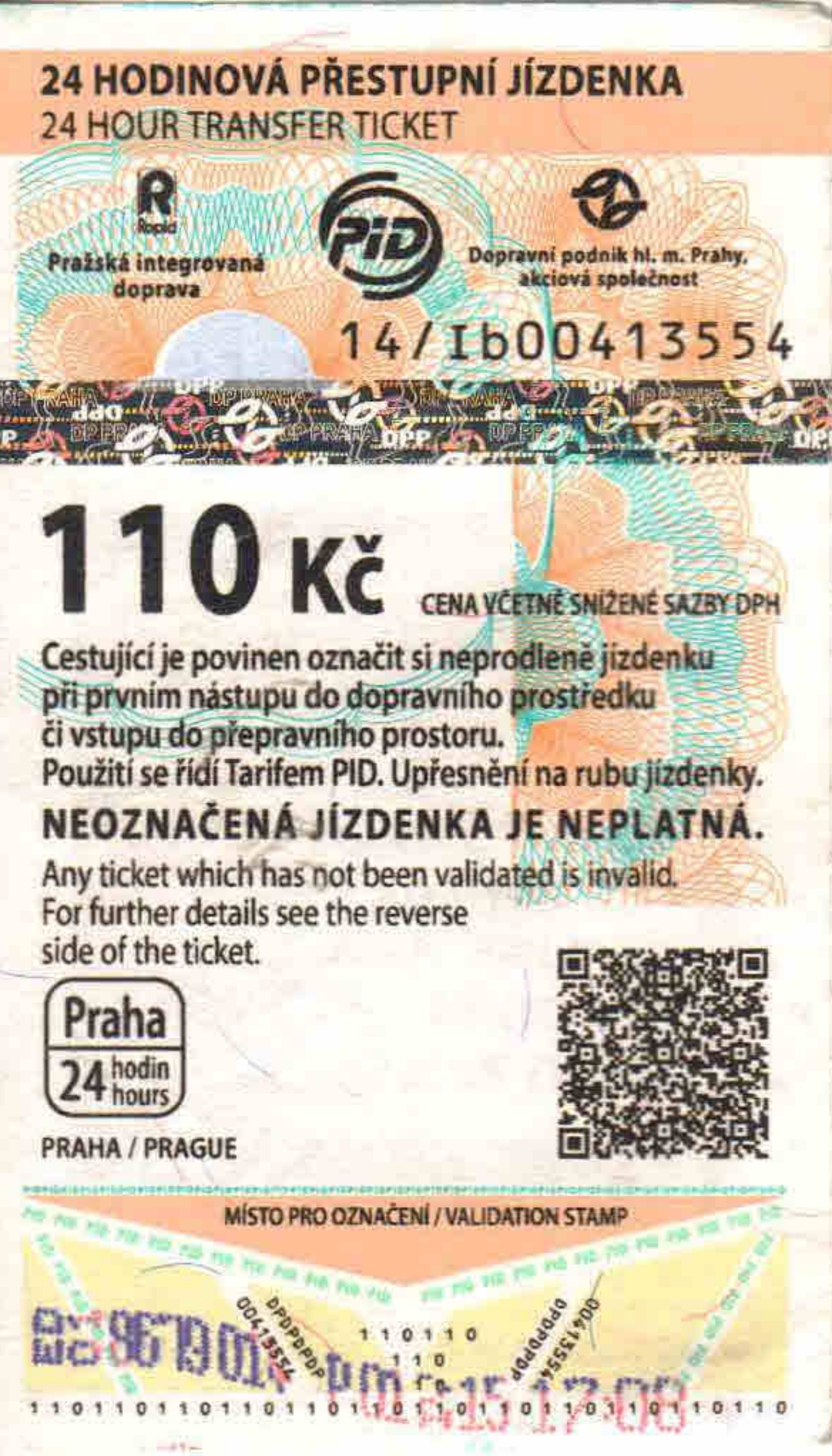
V současné době neplatná - 24 hodinová jízdenka

Zatímco před vznikem PID byly krátkodobé jízdenky MHD prodávány prakticky ve všech trafikách i mnoha restauracích a v trafikách se prodávaly i plnocenné předplatní kupóny, kvůli nízké marži a rozšíření sortimentu jízdenek se prodejní síť značně zúžila. Dále provozuje DPP prostřednictvím subdodavatelské firmy síť speciálních předprodejních okének, převážně ve stanicích metra, a zajišťuje předprodej jízdenek též v několika svých informačních střediscích. Původně byl vydavatelem všech typů tištěných jízdenek Dopravní podnik hl. m. Prahy, později byl na některých typech jízdenek uveden jako vydavatel jiný subjekt.
Ve všech stanicích metra a ve významnějších stanicích a zastávkách ostatních druhů dopravy a na několika dalších místech jsou umístěny mincovní tlačítkové prodejní automaty jízdenek, umožňující nákup krátkodobých jízdenek pro vnitřní i vnější pásma včetně jednodenních přenosných jízdenek. Automaty provozuje Dopravní podnik hl. m. Prahy. V červnu 2014 byly ve stanici metra Národní třída po její rekonstrukci pilotně umístěny dva modernizované automaty, které jsou ovládány dotykovou obrazovkou a lze v nich platit bezkontaktními bankovními platebními kartami. Zároveň dopravce oznámil, že v rámci pilotního projektu plánuje v dalších stanicích metra v centru města umisťovat další modernizované i nové automaty od jiných výrobců a po jeho vyhodnocení chce vypsat veřejné výběrové řízení na dodavatele platebních automatů nové generace. V říjnu 2014 byly na ruzyňském letišti a na hlavním nádraží v rámci pilotního projektu umístěny čtyři automaty nové generace, které umožňují též platbu bankovkami a kontaktními i bezkontaktními bankovními platebními kartami, jsou integrovány s vyhledávačem spojení a možností zobrazení dalších informací a umožňují též vytištění vyhledaného spojení či jízdenky doporučené k vyhledanému spojení. Tyto čtyři automaty pořídila organizace ROPID, za celkovou částku 1,4 mil. Kč je dodala Sec-Communicaton, a.s., vybraná ve výběrovém řízení ze 4 uchazečů. Provozovatelem automatů je Dopravní podnik hl. m. Prahy a.s.
V příměstských autobusových linkách je možno zakupovat krátkodobé jízdenky bez přirážky při nástupu u řidiče, na městských autobusových linkách je možné koupit základní druh krátkodobé jízdenky u řidiče v mírně dražší verzi. V tramvajích není nákup jízdenky ve vozidle možný, a to ani při jízdě ze zastávek, kde mimo vozidlo není prodej jízdenek zajištěný. 22. listopadu 2007 byla na městských linkách (kromě železnice) zavedena možnost SMS jízdenek.
Předplatné jízdné se původně platilo formou nákupu centrálně tištěných kupónů (známek) na pevné časové období (měsíční, čtvrtletní, roční), později přibyly kupóny s klouzavou platností tištěné přímo na předprodejním stanovišti. 
Pro časové jízdenky byla zavedena čipová karta Opencard, na kterou od 5. srpna 2008 bylo možno v rámci kartové aplikace s názvem DOS (dopravní odbavovací systém) nahrát časové jízdenky PID, jejich nepřenosné papírové verze byly následně zrušeny. Dálkově elektronicky zaplacený kupón si bylo nutno nechat na kartu nahrát ve validátoru, což byly karetní terminály rozmístěné u stanic metra. Finanční pozadí provozování této karty se stalo předmětem kontroverzí a začátkem roku 2016 začala místo ní být vydávána čipová karta Lítačka. Dožívající karty Opencard pozbyly platnosti do února 2020. Na kartu Lítačka již není nutno zakoupený kupón přímo nahrávat, slouží jen jako identifikátor a osobní průkaz. 
V létě 2018 byla zavedena mobilní aplikace PID Lítačka, která umožnila zakupovat širokou škálu jízdenek PID elektronicky a ve svých počátcích tak umožnila používat tarif PID i v některých železničních úsecích, které na jiné způsoby kupování nebo označování jízdenek PID nebyly připraveny. Od svého spuštění 1. září 2018 (v testovacím provozu byla od 2. srpna 2018) aplikace umožňovala zakupování krátkodobých jízdenek, od prosince 2019 funguje i jako nosič časových kupónů. Kromě toho slouží jako vyhledávač spojení a zobrazovač odjezdů s on-line aktualizovanými údaji o zpoždění. Jízdenku lze zakoupit buď neaktivovanou, nebo rovnou při koupi aktivovat od určitého času na určitá pásma. Aktivaci však lze nastavit až od okamžiku vzdáleného minimálně 2 minuty, vzhledem ke způsobu zaokrouhlování až téměř 3 minuty od okamžiku aktivace.
Železniční dopravci zpočátku jízdenky PID vůbec neprodávali, ač na jejich linkách platily. Postupně se podařil prosadit prodej jízdenek PID ve staničních pokladnách ČD. Zkušebně v několika stanicích byl zaveden od 8. května 2017, od 1. dubna 2018 byla tato možnost rozšířena na všechny pokladny v regionu, od 1. srpna 2021 byla tato možnost rozšířena na pokladny všech stanic zapojených do PID, ve vybraných pokladnách je možno zakupovat též elektronické časové kupony. Od 1. srpna 2021 do 12. prosince 2021 byla zaváděna i možnost nákupu jízdenek PID u průvodčích ve vlacích, současně byla zavedena možnost náhradního označení jízdenky PID z předprodeje při jízdě z těch zastávek, které nejsou vybaveny označovacím zařízením, pokud označovačem není vybaven ani vůz. Podmínky u dalších železničních dopravců PID jsou nastaveny individuálně. 
Dopravní podnik hl. m. Prahy po dlouhá léta neplnil zákonnou povinnost zajistit ve voze bez přirážky prodej jízdenek, pokud není zajištěn mimo vozidlo. Tuto povinnost nakonec zčásti splnil osazením všech tramvajových vozů terminály, kde lze od 26. dubna 2019 pomocí platební karty koupit základní druhy jízdenek pro vnitřní pásma. Od 16.1.2023 jsou tyto terminály i ve všech autobusech Dopravního podniku hl. m. Prahy, v souvislosti s tím se DPP rozhodl po covidových opatřeních již neobnovit doplňkový prodej jízdenek řidičem.

## Informace o provozu
Kromě základních způsobů informování o provozu (zastávkové jízdní řády, celostátní informační systém o jízdních řádech, standardní vyhledávače spojení dle jízdního řádu) jsou informace zajišťovány také prostřednictvím sítě informačních středisek (v Praze většinou z nich provozuje Dopravní podnik hl. m. Prahy a.s., jedno na hlavním nádraží též ROPID) a prostřednictvím telefonické informační linky Dopravního podniku hl. m. Prahy (denně 7:00 – 21:00) a telefonické informační linky ROPID (denně 8:00 – 18:30). Infocentra fungují též jako střediska předprodeje jízdenek. V období mezi 22:00 a 6:00 hodin nefunguje žádná z těchto služeb.
V tramvajové síti byly některé tramvajové zastávky (na nově vybudované trati Hlubočepy–Barrandov, otevřené 29. listopadu 2003, a na několika rekonstruovaných úsecích a zastávkách, např. na trati Kotlářka–sídliště Řepy, na Podolském nábřeží či v zastávkách Malostranská, Staroměstská, Hradčanská a Otakarova) vybaveny elektronickými displeji různého provedení (LED-DOT, LED, LCD), které mají ukazovat v minutách čas do skutečného odjezdu nejbližších spojů; v některých stanicích metra je umístěn LCD displej ve vestibulu u výstupu k zastávkám tramvají nebo autobusů. V tramvajových zastávkách Strossmayerovo náměstí a v autobusové zastávce Zbraslavské náměstí jsou umístěny obdobné displeje na bázi elektronického papíru. Mimo území města Prahy v některých zastávkách (např. Jesenice, Kostelec nad Černými lesy, Kamenice, Kralupy) a také v Praze na ruzyňském letišti (Terminál 1, Terminál 2) umístil podobné tabule ROPID.
V tramvajových zastávkách na trati Hlubočepy–Barrandov a ve staničních tunelech několika nejfrekventovanějších stanic metra jsou umístěny informační terminály s dotykovými displeji, které mají fungovat jako vyhledávače spojení.
22. dubna 2009 ROPID spustil veřejný zkušební provoz webové informační služby „Zastávková tabla PID“ systému MPV (Monitorování polohy vozidel), zatím zahrnující asi 250 vozidel 4 dopravců (ČSAD Polkost, Martin Uher, Spojbus a Veolia Transport Praha). Systém byl vyvíjen od roku 2004, do konce roku 2009 měl podle tehdejší představy ROPIDu zahrnout všechny dopravce Dopravní podnik hl. m. Prahy se však ani během následujících 10 let do systému nezapojil, na rozdíl od všech ostatních dopravců PID. Od listopadu 2013 byla tato služba přizpůsobena též pro chytré mobily a tablety na nové doméně kdymitojede.cz. Na konci ledna 2017 byl v rámci nových webových stránek PID spuštěn nový portál zastávek, němž byly sloučeny dosavadní funkce zastávkových tabel s aktuálními odjezdy, portálu zastávkových jízdních řádů a mapové zobrazení příslušné zastávky (uzlu).
Od roku 2020 je spuštena webová mapa určená ke sledování aktuálních poloh autobusů, trolejbusů, tramvají, vlaků, přívozů a spojů metra. Mapa také poskytuje informace o zpoždění, dopravci, nasazeném vozidlu a dalších parametrech.

## Přepravní kontrola
Přepravní kontrolu v systému PID provádí na základě pověření Dopravní podnik hl. města Prahy. Tito kontroloři se prokazují kovovým odznakem zlaté/stříbrné barvy, s nápisem "PŘEPRAVNÍ KONTROLA - Dopravní podnik hl. m. Prahy, akciová společnost", se čtyřmístným služebním číslem. Na vyžádání cestujícího je přepravní kontrolor povinen předložit služební průkaz shodného čísla. Přepravní kontroloři neprovádí kontrolu ve vlacích ČD, které si kontrolu dodržování tarifní a přepravní kázně zajišťují svépomocí. Přepravní kontroloři DPP zajišťují kontrolu v městských autobusech, tramvajích, metru, ale rovněž na přívozech, příměstských autobusech, lanové dráze na Petřín, ve vlacích KŽCD a RegioJet (linka S49, S61).
Přirážka k jízdnému při neprokázání se platným jízdním dokladem činí 1500 Kč + účtované jízdné, při zaplacení na místě nebo do 15 kalendářních dní činí 1000 Kč + účtované jízdné (osobně v doplatkové pokladně, převodem na bankovní účet nebo prostřednictvím e-shopu Dopravního podniku hl. m. Prahy). 
- Pokud je cestující držitelem časové jízdenky s evidencí osobních údajů s měsíční nebo delší časovou platností, která byla platná v době a místě kontroly a tuto skutečnost prokáže do 15 dnů ode dne kontroly v doplatkové pokladně, zaplatí přirážku 50 Kč. Nárok na snížení nevzniká u JD zakoupených po provedené přepravní kontrole, u JD použitých jinou osobou a JD padělaných nebo neoprávněně pozměněných. Stejným způsobem lze doložit i nárok na slevu. Zapomenutý jízdní doklad může cestující doložit také prostřednictvím e-shopu Dopravního podniku hl. m. Prahy.

Přirážka za porušení ustanovení Zákona č. 111/1994 Sb., Zákona č. 266/1994 Sb., Vyhlášky Ministerstva dopravy a spojů č. 175/2000 Sb. a Smluvních přepravních podmínek PID (cestující znečistil vozidlo, narušuje výkon práce zaměstnance dopravce, nedbá pokynů/příkazů pověřené osoby dopravce, aj.) činí 1000 Kč. Přirážka se nesnižuje ani při zaplacení na místě.
Přirážka za neprokázání se platným jízdním dokladem za zavazadlo nebo psa činí 400 Kč a snižuje se na 200 Kč, když je zaplacena na místě kontroly, nebo nejpozději 15. kalendářní den ode dne kontroly v doplatkové pokladně.
Přepravní kontrolu v systému PID mohou provádět i jiné pověřené subjekty. Na mezikrajských linkách PID mohou přepravní kontrolu provádět i kontroloři sousedních IDS, v nichž je linka zařazena. V takovém případě se mohou výše přirážky a způsob platby lišit. 
Kontrolu dodržování Standardů kvality PID je pověřen Regionální organizátor pražské integrované dopravy (ROPID) a Integrovaná doprava Středočeského kraje (IDSK). V rámci efektivity kontrol na příměstských linkách PID jsou uskutečňovány společné kontrolní akce s Dopravním podnikem hl. m. Prahy. 
Od 1.9.2023 zřídila IDSK oddělení přepravní kontroly. Revizoři IDSK provádí kontrolu jízdních dokladů na příměstských linkách, ve vnějších pásmech systému PID. Postih uložený přepravním kontrolorem IDSK lze uhradit poštovní poukázkou typu "A", bankovním převodem, nebo osobně na doplatkové pokladně IDSK v Mladé Boleslavi (autobusové nádraží).

## Dopravci v PID
ROPID ani hlavní město Praha dosud nepublikovaly, jakým způsobem byli vybíráni dosavadní dopravci v Pražské integrované dopravě. V některých případech linky PID provozují dopravci, kteří v příslušných oblastech provozovali linkovou dopravu již dříve, avšak se zaváděním linek PID se do některých oblastí dostali i noví dopravci. Generální manažer Veolia Transport Česká republika v rozhovoru uvedl, že se firma k zakázkám v PID nedostala v soutěžích, ale na základě poptávky objednavatele, lepší předložené nabídky nebo akvizicemi menších dopravců.
8. prosince 2009 Rada hlavního města Prahy v souvislosti s nařízením Evropského parlamentu a Rady č. 1370/2007 schválila dlouhodobé smlouvy s dosavadními dopravci v Pražské integrované dopravě (Dopravní podnik hl. m. Prahy a. s., České dráhy a. s. a autobusoví dopravci PID) na období 2010–2019. Smlouvy jsou formulovány tak, že umožňují konat na provozování jednotlivých autobusových linek výběrová řízení, a to na městské linky provozované dosud Dopravním podnikem hl. m. Prahy od ledna 2014 (musí být oznámeno s ročním předstihem, každoročně v rozsahu maximálně 5 % výkonů), na ostatní městské autobusové linky podle iDnes.cz již od roku 2010 a na příměstské linky od roku 2012 (schválené smlouvy tyto parametry neuvádějí).

### Železniční doprava

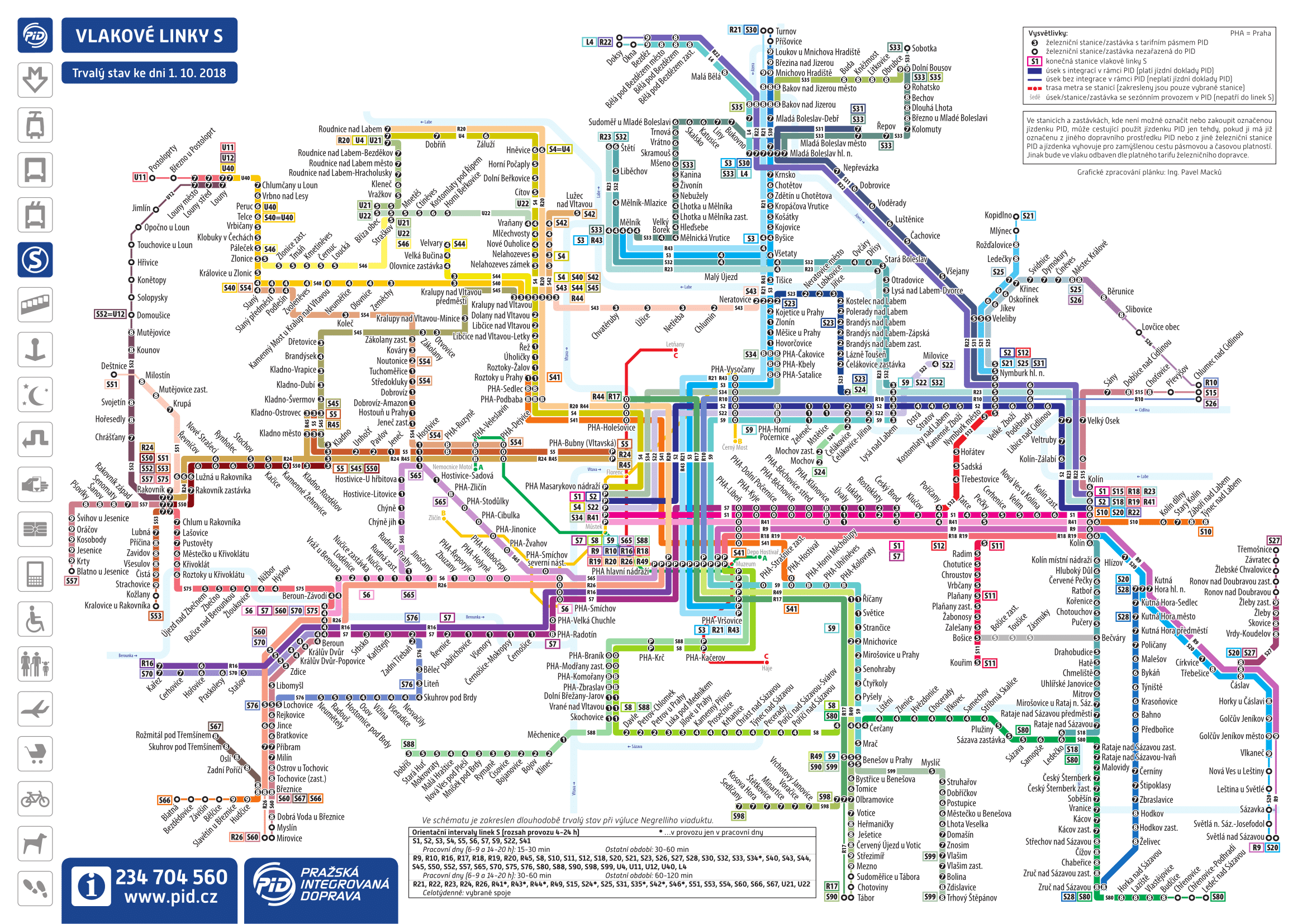
Mapka Linek S

V železniční dopravě působí v rámci PID tito dopravci:
- České dráhy a. s.: doprava na většině železničních tratí. Linky U4, U11, U21, U22, U40, L4, R9, R10, R16, R17, R18, R19, R20, R41, R43, R44, R45, R49, S1, S2, S3, S4, S5, S6, S7, S8, S9, S10, S11, S12, S15, S18, S20, S21, S22, S23, S25, S26, S27, S28, S30, S31, S32, S33, S35, S40, S42, S43, S44, S45, S46, S50, S53, S54, S57, S60, S65, S66, S70, S75, S76, S80, S88, S90, S98, S99
- Die Länderbahn CZ s.r.o.: linky U12 a S52
- Die Länderbahn GmbH DLB: linka S51
- KŽC Doprava, s. r. o.: linka S34 a historické vlaky (např. Kokořínský rychlík, Podlipanský motoráček, Podtrosecký rychlík, Posázavský motoráček, Pošumavský rychlík, Pražský motoráček, Rakovnický rychlík)
- ARRIVA vlaky, s.r.o.: linky R21, R22, R24 a R26
- RegioJet a.s.: linky R23, S61 a S49

### Metro, tramvaje, trolejbusy a lanovka na Petřín
V neželezniční drážní dopravě si dosud uchoval faktický monopol Dopravní podnik hl. m. Prahy, akciová společnost, který je v Praze provozovatelem všech tramvajových drah, drah metra i lanové dráhy na Petřín a na zatím dvou trolejbusových linkách (58 a 59), i dopravy na těchto drahách. Dosud se neobjevily reálné návrhy, že by do těchto druhů dopravy měl vstoupit nějaký jiný provozovatel. Pouze nostalgickou tramvajovou linku 42 od roku 2021 provozovala městská agentura Prague City Tourism, avšak tato linka není součástí Pražské integrované dopravy. 
Náhradní dopravu za přerušenou tramvajovou dopravu nebo přerušený provoz metra si dříve v některých případech Dopravní podnik hl. m. Prahy provozoval sám, v jiných případech[kdy?] si objednával náhradní autobusovou dopravu u společnosti Arriva City s.r.o. která náhradní linky provozovala na vlastní licenci. V minulosti[kdy?] subdodavatelem náhradní autobusové dopravy za tramvajovou dopravu bývala zpravidla společnost Hotliner. V současné době NAD provozuje DPP svépomocí, prostřednictvím vlastních vozidel.

### Přívozy
Přívozy provozují různí dopravci
- Pražské Benátky s.r.o.:  linky P1, P2, P4, P5, P6
- Vittus Group s.r.o.: linka P3
- Pražská paroplavební společnost a.s.: linka P7 která byla zrušena po postavení lávky "Holka"

### Autobusová doprava

#### Dopravní podnik hl. m. Prahy

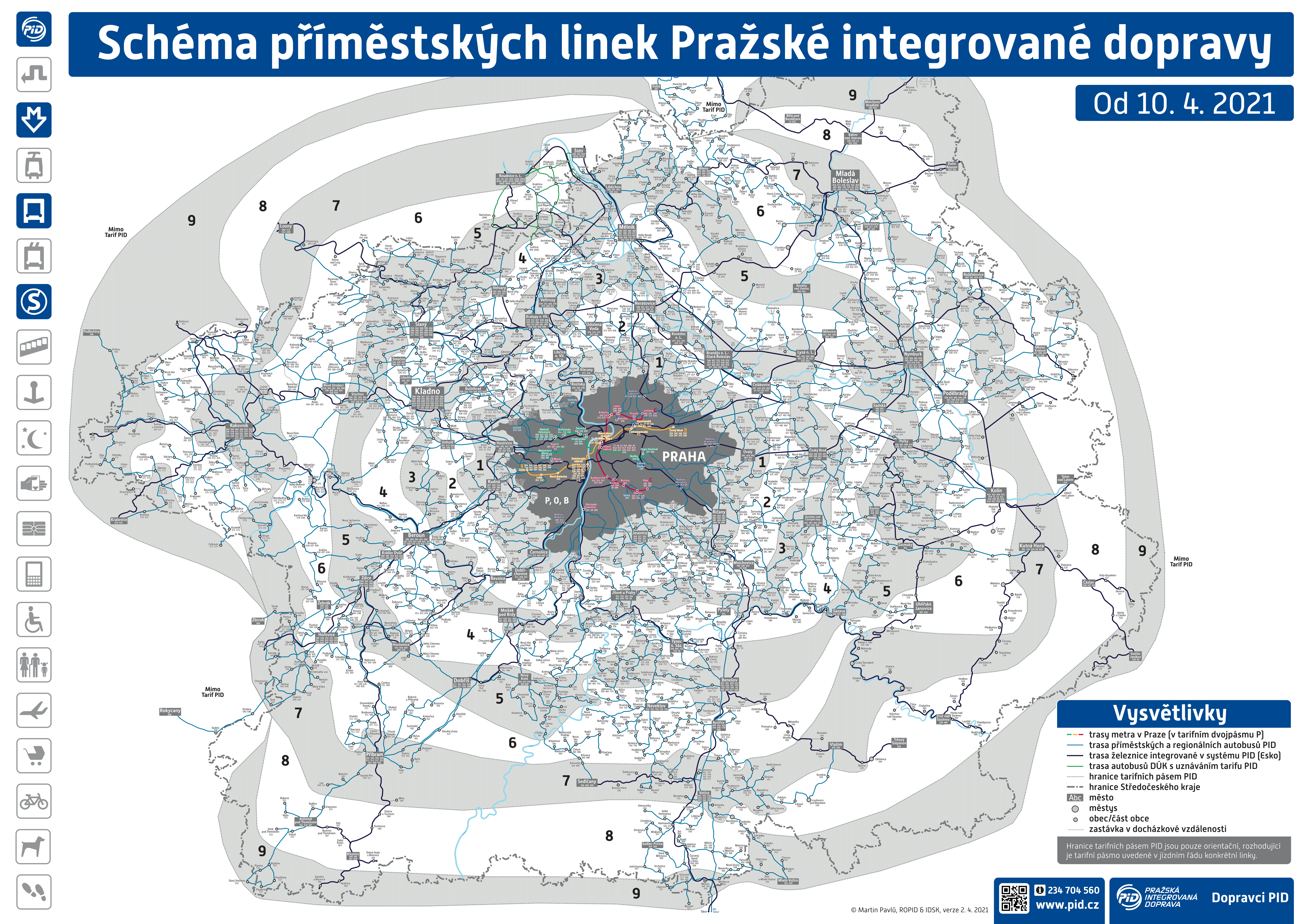
Plán příměstských linek

Městská autobusová doprava v Praze byla od prvopočátků provozována městskými podniky, jejichž nástupcem je Dopravní podnik hl. m. Prahy a. s. V současné době tato společnost provozuje většinu vnitroměstských autobusových linek a menším dílem se podílí i na příměstských linkách řady 300, na nichž při zavádění PID nahradil dosavadní dopravce.

#### Smluvní dopravci před vznikem PID
Už před účinností zákona č. 111/1994 Sb. a před vznikem integrovaného dopravního systému působili v pražské městské autobusové dopravě jiní dopravci, a to jako takzvaní smluvní dopravci Dopravního podniku, tedy subdodavatelé. Po rozšíření Prahy v letech 1960–1974 byly v připojených územích postupně nahrazovány linky ČSAD městskými linkami Dopravního podniku hl. m. Prahy. Dopravní podnik hl. m. Prahy však neměl k jejich provozování dostatečné vlastní kapacity a proto na mnoha z nich až do 80. let jezdily autobusy krajského podniku ČSAD KNV Praha n. p. a poté i některých jeho okresních nástupců (např. ČSAD Praha-západ, Vršovice, Beroun, Nymburk, Benešov, Klíčov).
Od 12. března 1991 se do provozu MHD dostal první soukromý dopravce, Zdeněk Fedorka - FEDOS, a přestože neuspěl nadlouho, jeho průnik umožnil uplatnění řadě dalších, převážně velmi malých soukromých dopravců, z nichž někteří vytrvali v PID dosud. Malí dopravci našli uplatnění zejména na lince 110, na níž každé pořadí zajišťoval jiný dopravce. Jako smluvní dopravci kromě podniků ČSAD působili:
- Zdeněk Fedorka - FEDOS v letech 1991 a 1992 například na linkách 255, 221, 222 a 223
- Berka (zřejmě cca v letech 1993–1994 jedno pořadí na lince 110)
- Milan Koch, údajně linky 261 a 265 (?), linka 251 do 4. ledna 1999
- Konečný (zřejmě cca v letech 1993–1994 jedno pořadí na lince 110)
- Nepraš (zřejmě cca v letech 1993–1994 jedno pořadí na lince 110)
- Josef Šlechta, v roce 1992 zajišťoval jedním vozem provoz na lince 172, později pod značkou Spojbus získal významnou pozici na příměstských linkách PID, firma přešla na dceru původního majitele a později se transformovala ze živnosti na s. r. o. Dnes je součástí Veolia Transport Praha.
- Jaroslav Štěpánek, v MHD začínal v roce 1992 jako subdodavatel FEDOSu, od roku 1993 zajišťoval 5. pořadí na lince 110, od roku 1995 získal licenci na celou linku a provozuje ji dosud, později získal licence i na další linky PID[86]
- Martin Uher od 1. října 1992 převzal linku 255 do Strnad, na kterou později získal vlastní licenci. Později se stal významným dopravcem PID provozujícím mnoho linek.
- Jaromír Horký - Hotliner se uplatňoval zejména v náhradní autobusové dopravě. Po období, kdy provozoval vlastní pravidelné městské i příměstské linky, se PID účastní opět pouze na některých dočasných náhradních linkách
- Milan Bado z Uhříněvsi si v roce 1990 pronajal kloubový autobus značky Mercedes a s ním jako subdodavatel vypomáhal na lince 136 Dopravního podniku hl. m. Prahy. Následně si koupil vlastní autobus, který byl nasazen na linku DP č. 267, později na 268. Roku 1996 získal licenci na linku 232, kterou provozoval (později prostřednictví BADO BUS s. r. o.)[87] až do června 2010, kdy firmu koupila ČSAD Polkost.

#### Autobusoví dopravci PID
S účinností zákona č. 111/1994 Sb. a v období, kdy začínala být budována PID, začali i někteří dopravci kromě Dopravního podniku hl. m. Prahy provozovat autobusové linky na vlastní licenci.
Na vnitroměstských linkách se kromě Dopravního podniku hl. m. Prahy a. s. uplatnili dopravci ČSAD Praha-západ s. p. (linky 173 a 192 do roku 2002), Jaromír Horký / Hotliner s. r. o. (linky 221, 222, 223, 240, 251, 269, 562, 564, 701 do konce roku 2006), ČSAD Praha Vršovice a. s. (linka 165), Veolia Transport Praha s. r. o. (po ČSAD Praha Vršovice a. s. převzala linku 165, po ČSAD Praha-západ linku 173, po společnosti Hotliner s. r. o. linky ve východní části města: 190, 220, 221, 222, 223, 240, 251, 269, 562, 564), Milan Bado / Bado bus s. r. o. (linka 232 do června 2010, poté ČSAD Polkost), Jaroslav Štěpánek (linka 110 a školní 557, původně 408), Milan Koch do ledna 1999 provozoval linku 251, Martin Uher linku 255 až do jejích zrušení, STENBUS s. r. o. od roku 2009 provozuje linky 206, 263, 269 a 562, později přibral ještě linky 206/218, 260 a 354.
Prvních několik příměstských linek (číslování začínalo od čísla 351) provozoval Dopravní podnik hl. m. Prahy a. s. Prvním jiným dopravcem byl Martin Uher na lince 360 do Trnové. Při dalším rozvoji PID se uplatnili mnozí další dopravci.
Podle výroční zprávy organizace ROPID za rok 2011 byl podíl autobusových dopravců na dopravních výkonech v rámci celé PID následující: Dopravní podnik hl. m. Prahy 67,62 %, Veolia Transport Praha 12,26 %, ČSAD Střední Čechy 5,14 %, ČSAD Polkost 2,50 %, ČSAD MHD Kladno 2,49 %, Martin Uher 2,33 %, OAD Kolín 1,84 %, About Me 1,64 %, Bosák bus 1,26 %, Stenbus 1,13 %, Jaroslav Štěpánek 1,07 %, Probo bus 0,68 %, Vlastimil Slezák 0,02 %.
- Dopravní podnik hl. m. Prahy a. s., většina městských linek a pár desítek příměstských:  městské linky  100, 101, 102, 103, 105, 106, 107, 108, 109, 111, 112, 113, 116, 118, 119 (odpoledne dne 06.03.2024 zrušena, místo ní jezdí trolejbusová linka 59), 120, 121, 123, 124, 125, 128, 129, 130, 131, 133, 134, 135, 136, 137, 138, 139, 140, 141, 142, 143, 144, 145, 147, 148, 149, 150, 151, 152, 154, 156, 157, 158, 160, 161, 162, 165, 167, 168, 169, 170, 172, 174, 175, 176, 177, 180, 181, 182, 183, 184, 185, 188, 189, 190, 191, 192, 193, 195, 196, 197, 199, 200, 201, 202, 207, 213, 215, 216, 222, 225 , 229, 230, 231, 236, 241, 244, 245, 246, 247, 250; školní linky  251, 252, 255, 256, 259, 260, 261, 262, 263, 265, 266, 267, 269, 270, 271, 275, 286; příměstské linky 301, 312, 329, 340, 347, 351, 352, 355, 359, 363, 364, 366; noční městské linky 901, 902, 903, 904, 905, 906, 907, 908, 909, 910, 911, 912, 913, 914, 915; ostatní linky: AE; linka pro tělesně postižené H1
- Trolejbusové linky: 58, 59
- About Me s.r.o., městské linky 117, 146, 166, 194, 203, 224; příměstská linka 396, 409
- Arriva City, s. r. o. (do června 2017 Arriva Praha, předtím Veolia Transport Praha, Connex Praha): městské linky 155, 163, 211, 220, 223, 228, 240 ; školní 253, 254, 264; příměstské linky 303, 304, 326, 327, 328, 331, 332, 333, 335, 337, 339, 341, 343, 344, 348, 353, 362, 383, 385, 391, 397; regionální linky 428, 441, 444, 445, 461, 462, 463, 465, 469, 479, 482, 484, 489, 490, 494, 495, 651, 653, 656, 658; noční příměstské linky 956, 960
- Arriva Střední Čechy, s.r.o., městské linky 164; školní linky 258; příměstské linky 308, 309, 310, 311, 313, 315, 338, 358, 360, 361, 380, 384, 390; regionální linky 425, 431, 437, 439, 440, 442, 451, 486, 488, 664, 665; noční příměstské linky 951, 952
- Autodoprava Lamer, s. r. o., příměstské linky 330; regionální linky 456, 593, 617 a 856. Na všech linkách se podílí více dopravců kromě 456 a 856.
- ČSAD Autobusy České Budějovice, s.r.o, příměstské linky 360. Na lince se podílí více dopravců.
- ČSAD Benešov, s. r. o., Provoz 9 linek v oblasti Benešovska. regionální linky 438, 440*, 452, 453, 454, 455, 459, 485. * Na provozu linky se podílí více dopravců
- ČSAD Česká Lípa, a. s.: 2 regionální linky v okolí Mělníka. regionální linky 467*, 468 * Na provozu linky se podílí více dopravců
- ČSAD MHD Kladno, a.s., příměstské linky 300, 306, 307, 316, 319, 322, 324, 336, 350, 356, 386; regionální linky 601, 602, 603, 604, 605, 606, 607, 609, 610, 611, 612, 613, 614, 616, 617, 622,  623, 624, 626; noční příměstské linky 954, 957
- ČSAD POLKOST, spol,s.r.o, městské linky 115, 226 , 227; příměstské linky 325, 381, 382, 387; regionální linky 426, 435, 491, 492, 652, 654, 659, 660; noční příměstské linky 959
- ČSAD Slaný, s.r.o., regionální linky 593*, 608, 617*, 621, 622  * Na provozu linky se podílí více dopravců
- ČSAD Střední Čechy, a.s., příměstské linky 302, 346, 349, 367, 368, 369, 370, 371, 372, 373, 374, 375, 376, 377, 378, 379; regionální linky 457, 458, 464, 466, 467, 470, 471, 472, 473, 474, 475, 476, 477, 478, 655, 657, 663, 666, 667, 668, 669, 670, 671; noční příměstské linky 953, 958
- Jaroslav Štěpánek, městské linky 110; školní linky 257
- Kateřina Kulhánková - EXPRESCAR KLADNO, příměstské linky 399
- Martin Uher, městské linky 243; příměstské linky 314, 317, 318, 320, 321, 334; regionální linky 446, 447, 448, 449; ostatní linky Cyklobus
- Okresní Autobusová Doprava Kolín, s.r.o., městské linky 212; příměstské linky 398; regionální linky 421, 422, 423, 424, 426, 427, 429, 430, 431, 432, 433, 434, 436, 443, 450, 471, 480, 483, 493, 497, 498, 499, 661, 662
- POHL Kladno, spol.s.r.o., příměstské linky 330, 323*  * Na provozu linky se podílí více dopravců
- STENBUS, s.r.o. městské linky 208, 209, 210, 221, 222; příměstské linky 354
- Valenta BUS s.r.o., příměstské linky 323; regionální linky 620
- Vlastimil Slezák: od 2. ledna 2006 linka 456 Holubice – Kralupy nad Vltavou, která vznikla částečným nahrazením stávající neintegrované linky 290085 téhož dopravce (zrušena byla varianta trasy přes Libčice), dnes upravena do trasy Libčice nad Vltavou - Slaný. Dopravce sídlí v Libčicích.[89] Původně jezdil na lince vozem Karosa B 732, koupeným od Dopravního podniku hl. m. Prahy,[90] později měl pro PID určený jeden vůz Karosa B 732 přestavěný na typ Karosa C 734 a jeden vůz Karosa C 954. Po použití mimo PID vlastní dopravce asi 8 dalších autobusů Karosa.[91] V hodnocení kvality dopravců PID se v letech 2011 a 2012 dlouhodobě drží na horších pozicích, pravidelně nesplňuje standardy stáří vozidel (v roce 2012 0 % vozidel mladších 12 let, v roce 2011 ještě 50 %), podílu bezbariérových vozidel (0 %), informování ve vozidlech a informování na zastávkách, v roce 2012 i čistoty zastávkových zařízení.[92]
- Societa o. p. s. provozuje od 1. března 2009 pod hlavičkou PID na základě zadání od organizace ROPID nelinkovou přepravu držitelů průkazu ZTP nebo ZTP/P podle individuálních požadavků (objednávek) cestujících. Cesty osob s trvalým bydlištěm v Praze za účelem návštěvy zdravotnických zařízení a úřadů a některé další služby jsou bezplatné, ostatní cesty podléhají ceníku (6 až 24 Kč/km podle typu a cíle cesty). V pracovní dny je k dispozici až 8 mikrobusů.[21][22] Od 15. února 2010 do 11. prosince 2010 provozoval zvláštní minibusovou linku (i2) pro pohybově omezené cestující na trase z Jiřího z Poděbrad přes Malešice na Zahradní Město.[93] Od 8. do 30. června 2010 provozuje Societa náhradní linku 710 v trase Roztoky, nádraží – Roztoky, Levý Hradec s bezplatnou přepravou, a to mikrobusy pro 8 cestujících.[94]

Seznam aktualizovaný k 4. lednu 2021: 
- Dopravní podnik hl. m. Prahy a. s., většina městských linek a několik regionálních. Městské linky 100, 101, 102, 105, 106, 107, 108, 109, 111, 112, 113, 116, 118, 119, 120, 121, 122, 123, 124, 125, 126, 128, 129, 130, 131, 133, 134, 135, 136, 137, 138, 139, 140, 141, 142, 143, 144, 145, 147, 148, 149, 150, 151, 152, 154, 156, 157, 158, 159, 160, 161, 162, 165 (linka od 27.05.2023 zrušena), 167, 168, 169, 170, 172, 173, 174, 175, 176, 177, 180, 181, 182, 183, 184, 185, 187, 188, 189, 190, 191,193, 195, 196, 197, 199, 200, 201, 202, 207, 213, 215, 216, 225, 229, 230, 231, 234, 235, 236, 241, 244, 245, 246, 247, 248, 249, 250, školní městské linky 251, 252, 255, 256, 259, 260, 261, 262, 263, 265, 266, 267, 269, 271, 272, 275, noční městské linky 901, 902, 904, 905, 906, 907, 908, 909, 910, 911, 912, 913, 915, 916, 917, regionální linky 301, 312, 329, 340, 347, 351, 352, 355, 357, 359, 363, 364, 366, městská linka se speciálním jízdným Airport Express na letiště, linka zvláštní linkové dopravy pro tělesně postižené H1
- About Me, s.r.o.: městské linky 117, 153, 164, 194, 203, 242, 243, regionální linky 396, 409
- Arriva City, s.r.o.: městské linky 146, 155, 163, 204, 208, 209 (subdodávky autobusových dopravců Michal Pelc a Aranea), 211, 220, 223, 224, 228, školní městské linky 253, 254, 264, 273, regionální linky 303, 326, 327, 328, 331, 332, 333, 335, 339, 341, 343, 344, 348, 353, 362, 383, 385, 391, 397, 428, 441, 444, 445, 461, 462, 465, 469, 473 (podíl), 479, 482, 484, 489, 490, 494, 495, 653, 656, 658, noční regionální linky 956, 960
- Arriva Střední Čechy, s.r.o.: školní městská linka 258, regionální linky 308, 309, 310, 311, 313, 315, 338, 358, 360, 361, 380, 384, 390, 392, 393, 395, 416, 417, 418, 425, 437, 439, 440, 442, 451, 460, 463, 486, 488 (podíl), 511, 512, 531, 556 (podíl), 557 (podíl), 568 (podíl), 664, 665, noční regionální linky 951, 952
- ČSAD POLKOST, spol. s.r.o.: městské linky 115, 226, 227, školní městská linka 270, noční městská linka 903, regionální linky 325, 381, 382, 387, 426 (podíl), 435, 491 (podíl), 492, 557, 652, 654, 659, 660, noční regionální linka 959
- ČSAD Střední Čechy a.s.: městské linky 103, 110, 166, 171, 186, školní městská linka 257, noční městská linka 914, regionální linky 302, 346, 349, 367, 368, 369, 370, 371, 372, 373, 374, 375, 376, 377, 378, 379, 396, 457, 458, 464, 466, 467 (podíl), 470, 471, 472, 473 (podíl), 474, 475, 476, 477, 478, 496, 617, 655, 657, 663, 666, 667, 668 (podíl), 669, 670, 671, 691, 692 (podíl), 693 (podíl), 695 (podíl), 696 (podíl), 697 (podíl), 747, 774, noční regionální linky 953, 958. Na některých linkách (110, 171, 186) zajišťuje provoz pomocí subdodávek autobusovými dopravci Jaroslav Štěpánek, Luděk Špacír, Libuše Mikší.
- ČSAD MHD Kladno, a.s.: regionální linky včetně MHD Kladno: 300, 305, 306, 307, 316, 319, 322, 324, 336, 350, 356, 365, 386, 555, 586, 590, 595, 600, 601, 602, 603, 604, 605, 606, 607, 608, 609, 610, 611, 612, 613, 614, 616, 617, 618, 619, 621, 622, 623, 624, 625, 626, 627, 628, 629, 630, noční regionální linky 954, 957
- ČSAD Benešov, s. r. o.: regionální linky: 337, 438, 440 (podíl), 452, 453, 454, 455, 459, 485, 500 (podíl), 532, 550, 552 (podíl), 553, 554, 556 (podíl), 557 (podíl), 566, 567 (podíl), 568 (podíl), 651. K PID jsou technologicky částečně přiřazeny i bezplatné linky MHD Říčany: 1, 2, 3, 7, Š1, Š2, Š3.
- ČSAD Slaný , s.r.o.: regionální linky: 342 (podíl), 388 (podíl), 389 (podíl)*, 580, 586, 587, 588, 589, 590 (podíl), 591 (podíl), 592, 593, 594, 595, 596, 597, 617 (podíl), 650
- ČSAD AUTOBUSY České Budějovice, s.r.o.: regionální linka 360 (podíl)
- ČSAD Jindřichův Hradec s.r.o.: regionální linka 401 (podíl)
- ČSAD Česká Lípa a.s.: regionální linky 388 (podíl), 389 (podíl), 467 (podíl), 468, 583 (podíl), 585 (podíl)
- Stenbus, s.r.o.: městské linky: 210, 212, 221, 222, 240, regionální linky: 354, 500 (podíl), 567 (podíl), 568 (podíl), 688
- Martin Uher: regionální linky 314, 317, 318, 320, 321, 334, 446, 447, 448, 449, 488 (podíl), 672, cyklobus
- Transdev Střední Čechy, s.r.o.: regionální linky 304, 305 (podíl), 404, 560, 561, 562, 563, 564, 570 (podíl), 571, 572, 574, 575, 576, 577 (podíl), 581, 584, 585 (podíl)
- Autodoprava Lamer, s. r. o.: regionální linky: 330 (podíl), 456, 617 (podíl)
- Autobusová doprava Lutan s.r.o.: regionální linka 431
- Valenta BUS s.r.o.: regionální linky 323, 620
- Autobusová doprava Kohout  s.r.o.: regionální linky 577 (podíl), 579
- Autobusová doprava Kateřina Kulhánková - EXPRESCAR: regionální linka 399
- Okresní autobusová doprava Kolín s.r.o. (OAD Kolín): regionální linky 398, 417 (podíl), 421, 422, 423, 424, 426 (podíl) 427, 429, 430, 432, 433, 434, 436, 443, 450, 463 (podíl), 480, 491 (podíl), 493, 497, 498, 499, 661, 662, 673, 674, 675, 676, 678, 679
- Kokořínský SOK s.r.o.: regionální linky: 668 (podíl), 689, 690, 692 (podíl), 693 (podíl), 694, 695 (podíl), 696 (podíl), 697 (podíl)
- COMETT PLUS, spol. s.r.o.: regionální linky: 500 (podíl), 552 (podíl), 567 (podíl)
- LEXTRANS BUS s.r.o.: regionální linky 570 (podíl), 573 (podíl)
- POHL Kladno spol. s r.o.: regionální linky: 330 (podíl), 342 (podíl), 388 (podíl)

Stav k 6. březnu 2024 (symbol * za číslem linky znamená, že na provozu linky se podílí více dopravců): 
- Dopravní podnik hl. m. Prahy a. s., většina městských linek a několik příměstských:  městské linky 100, 101, 102, 105, 106, 107, 108, 109, 111, 112, 113, 116, 118, 119 (od odpoledne 06.03.2024 přečíslena na trolejbusovou linku 59), 120, 121, 122, 123, 124, 125, 126, 128, 129, 130, 131, 133, 134, 135, 136, 137, 138, 139, 140 (která byla přečíslovaná na trolejbus linky 58), 141, 142, 143, 144, 145, 147, 148, 149, 150, 151, 152, 154, 156, 157, 158, 159, 160, 161, 162, 165 (dne 27.05.2023 zrušena), 167, 168, 169, 170, 172, 173, 174, 175, 176, 177, 180, 181, 182, 183, 184, 185, 187, 188, 189, 190, 191, 193, 195, 196, 197, 199, 200, 201, 202, 207, 213, 215, 216, 225, 229, 230, 231, 234, 235, 236, 241, 244, 245, 246, 247, 248, 249, 250; školní linky  251, 252, 253, 255, 256, 259, 260, 261, 262, 263, 265, 266, 267, 269, 271, 272, 275, 277; příměstské linky 301, 312, 329, 340, 347, 351, 352, 355, 359, 363, 364, 366; noční městské linky 901, 902, 904, 905, 906, 907, 908, 909, 910, 911, 912, 913, 915, 916,; ostatní linky: AE; linka pro tělesně postižené H1 ; trolejbusové linky 58 a 59 ;
- About Me s.r.o., městské linky 117, 153, 164, 194, 203, 242, 243; příměstská linka 331*, 385*, 409, 428*, 461*, 469*, 765. * Na provozu linky se podílí více dopravců
- Arriva City, s. r. o. (do června 2017 Arriva Praha, předtím Veolia Transport Praha, Connex Praha): městské linky 146, 155, 163, 204, 209, 211, 220, 223, 224, 228, ; školní 254, 264; příměstské linky 303, 326, 327, 328, 331, 332, 333, 335, 339, 341, 343, 344, 348, 353, 362, 383, 385, 391, 397, 402*, 406*; regionální linky 428, 441, 444, 445*, 461, 462, 463, 465*, 469, 473*, 479, 483*, 484, 489, 490, 494, 495, 582, 653, 656, 658, 677, 685, 761, 762, 797*, 846*; noční příměstské linky 956, 960.
- Arriva Střední Čechy, s.r.o. (dříve Bosák Bus, Transcentrum, ProboBus), školní linky 258; příměstské linky 308, 309, 310, 311, 313, 315*, 338, 345*, 358, 360*, 361, 380, 384, 390, 392, 393, 394, 395, 403, 407, 412*, 415; regionální linky 416, 417*, 418*, 419, 420, 425, 431, 432*, 437, 439, 440*, 442, 450*, 451*, 463*, 482*, 486, 488, 495, 496, 500, 504, 509, 510, 511, 512, 513, 514, 515, 516, 518, 519, 520, 521, 522, 524, 525, 526, 527, 528, 530, 531, 532, 541*, 544, 545, 546, 547, 548, 549, 551, 552, 556, 559, 567, 631, 632, 633, 634, 636, 637, 638, 639, 640, 641, 642, 643, 649, 664, 665, 688, 699*, 712*, 713, 714*, 715, 716, 717, 718, 719, 722*, 724, 725, 726, 727, 731*, 733, 734, 736*, 737*, 738, 739, 751, 754*, 756*, 766, 767*, 769, 861, 862; noční příměstské linky 951, 952.
- Autodoprava Lamer, s. r. o., příměstské linky 330*, 399*; regionální linky 456.
- ČSAD Autobusy České Budějovice, s.r.o, příměstské linky 360*; regionální linky 450*, 482*.
- ČSAD Benešov, s. r. o., příměstské linky 337, 401*, 402*, 406*, regionální linky 438, 440*, 451*, 452*, 458*, 465*, 483*, 485, 487*, 519*, 532*, 550, 553, 554, 556*, 558, 566, 568*, 569*, 651, 752, 753, 754*, 755, 756*, 757, 758, 759, 770*, 776*, 790, 791, 792, 793, 794*, 795, 796, 797*, 798, 799, 840, 841, 842, 843, 844, 845, 846*, 847, 848, 849, 850, 854.
- ČSAD Česká Lípa, a. s.: příměstské linky: 315*, 389*, 400*, 405*, 412*. regionální linky 467*, 468, 589*, 712*, 731*, 732, 737*. * Na provozu linky se podílí více dopravců
- ČSAD MHD Kladno, a.s., příměstské linky 300, 305*, 306, 307, 316, 319, 322, 324, 336, 350, 356, 365, 386; regionální linky 555, 586*, 590*, 595*, 600, 612, 618, 619, 622, 623, 625, 626, 627, 628, 629, 630; noční příměstské linky 954, 957
- ČSAD POLKOST, spol,s.r.o., městské linky 115, 226, 227, 270; příměstské linky 325, 381, 382, 387; regionální linky 435, 491, 492, 533*, 557, 652, 659, 660, 706*, 787*; noční příměstské linky 903, 959.
- ČSAD Slaný, s.r.o., příměstské linky 342*, 388*, 389*; regionální linky 580, 583, 586*, 587, 588, 589*, 590*, 591, 592, 593, 594, 595*, 596, 597, 617, 650*
- ČSAD Střední Čechy, a.s., městské linky 103, 110, 166, 171, 186; školní 257; příměstské linky 302, 315*, 346, 349, 367, 368, 369, 370, 371, 372, 373, 374, 375, 376, 377, 378, 379, 396; regionální linky 430*, 432*, 457, 464, 466*, 467*, 470, 471, 472, 473*, 474, 475, 476, 477, 478, 646*, 655, 657, 663, 666, 667, 668*, 669, 670, 671, 691, 692*, 695*, 696*, 697*, 712*, 720*, 728, 729, 730*, 747, 767*, 768, 774; noční příměstské linky 914, 953, 958
- Kateřina Kulhánková - EXPRESCAR KLADNO, příměstské linky 399*.
- Martin Uher, příměstské linky 314, 317, 318, 320, 334; regionální linky 445*, 446, 447, 448, 449, 517, 688*; ostatní linky Cyklobus.
- Okresní autobusová doprava Kolín, s.r.o., příměstské linky 398; regionální linky 421, 422, 423, 424, 426, 429, 430, 432, 433, 434, 436, 443, 463*, 480, 487, 493, 497, 498, 499, 533*, 534, 535, 536, 537, 538, 539, 540, 541, 542, 543, 598, 599, 661, 662, 673, 674, 675, 676, 678, 679, 681*, 702, 705*, 706*, 707, 772*, 794*.
- POHL Kladno, spol.s.r.o., příměstské linky 330*, 342*, 388*, 399*; regionální linky 620*.
- STENBUS, s.r.o. městské linky 210, 212, 221, 222, 240; příměstské linky 354, 401*, 406*; regionální linky 568*, 569*, 646*, 686; noční linky 917
- Valenta BUS s.r.o., příměstské linky 323; regionální linky 466*, 620*.
- Societa o. p. s. provozuje od 1. března 2009 pod hlavičkou PID na základě zadání od organizace ROPID nelinkovou přepravu držitelů průkazu ZTP nebo ZTP/P podle individuálních požadavků (objednávek) cestujících. Cesty osob s trvalým bydlištěm v Praze za účelem návštěvy zdravotnických zařízení a úřadů a některé další služby jsou bezplatné, ostatní cesty podléhají ceníku (6 až 24 Kč/km podle typu a cíle cesty). V pracovní dny je k dispozici až 8 mikrobusů.[21][22] Od 15. února 2010 do 11. prosince 2010 provozoval zvláštní minibusovou linku (i2) pro pohybově omezené cestující na trase z Jiřího z Poděbrad přes Malešice na Zahradní Město.[93] Od 8. do 30. června 2010 provozuje Societa náhradní linku 710 v trase Roztoky, nádraží – Roztoky, Levý Hradec s bezplatnou přepravou, a to mikrobusy pro 8 cestujících.[94]

##### Bývalí dopravci v PID
- Milan Koch, linka 251 do 4. ledna 1999
- ČSAD Praha-západ s. p.: linky 173, 192, 313, 314, 315 (20 vozů), provoz v PID (na lince 192) ukončil 31. 5. 2002 – v minulosti jako subdodavatel (smluvní dopravce) vypomáhal též na linkách 120, 129, 157, 173, 192, 210, 241 a 243
- ČSAD Praha Vršovice a. s.: linka 165 a některé příměstské linky (až do převzetí firmou Connex Praha, dnes Veolia Transport Praha, 15. června 2003)
- ČSAD Benešov a. s.: linka 401 (1 vůz) do 1. dubna 2005, kdy linku převzala Connex Praha
- ČSAP, s. r. o.: 6 linek v oblasti Nymburka, z toho jednu do Prahy, převzala od 1. ledna 2007 Okresní autobusová doprava Kolín, s. r. o.
- Hotliner, s. r. o.: pražské linky 221, 222, 223, 240, 251, 269, 562, 564, 701, asi 9 příměstských linek na východ od Prahy, od 1. ledna 2007 převzala firma Connex Praha (dnes Veolia Transport Praha)
- SPOJBUS, s. r. o.: 11 autobusových linek na jihozápad od Prahy, zejména směrem k Rudné, k 1. červenci 2010 fúzovala do firmy Veolia Transport Praha
- Bado bus, s. r. o.: linka 232. Milan Bado se podílel na MHD jako subdodavatel DP už od raných 90. let. Roku 1995 získal licenci na linku 232, kterou fakticky provozoval od roku 1992 až do roku 2010, od roku 2004 prostřednictvím BADO BUS s. r. o. Od 22. června 2010 je jediným vlastníkem firmy BADO BUS s. r. o. ČSAD POLKOST spol. s r. o., která od 1. srpna 2010 provozování linky 232 plně převzala.
- Bosák Bus, společnost zanikla sloučením do společnosti Arriva Střední Čechy s.r.o.
- PROBO BUS, společnost zanikla sloučením do společnosti Arriva Střední Čechy s.r.o.
- Vlastimil Slezák: od 2. ledna 2006 linka 456 Holubice – Kralupy nad Vltavou, která vznikla částečným nahrazením stávající neintegrované linky 290085 téhož dopravce (zrušena byla varianta trasy přes Libčice), dnes upravena do trasy Libčice nad Vltavou - Slaný. Dopravce sídlí v Libčicích.[95] Původně jezdil na lince vozem Karosa B 732, koupeným od Dopravního podniku hl. m. Prahy,[96] později měl pro PID určený jeden vůz Karosa B 732 přestavěný na typ Karosa C 734 a jeden vůz Karosa C 954. Po použití mimo PID vlastní dopravce asi 8 dalších autobusů Karosa.[91] V hodnocení kvality dopravců PID se v letech 2011 a 2012 dlouhodobě drží na horších pozicích, pravidelně nesplňuje standardy stáří vozidel (v roce 2012 0 % vozidel mladších 12 let, v roce 2011 ještě 50 %), podílu bezbariérových vozidel (0 %), informování ve vozidlech a informování na zastávkách, v roce 2012 i čistoty zastávkových zařízení.[97] Později jeho linku převzal dopravce Autodoprava Lamer, s.r.o.

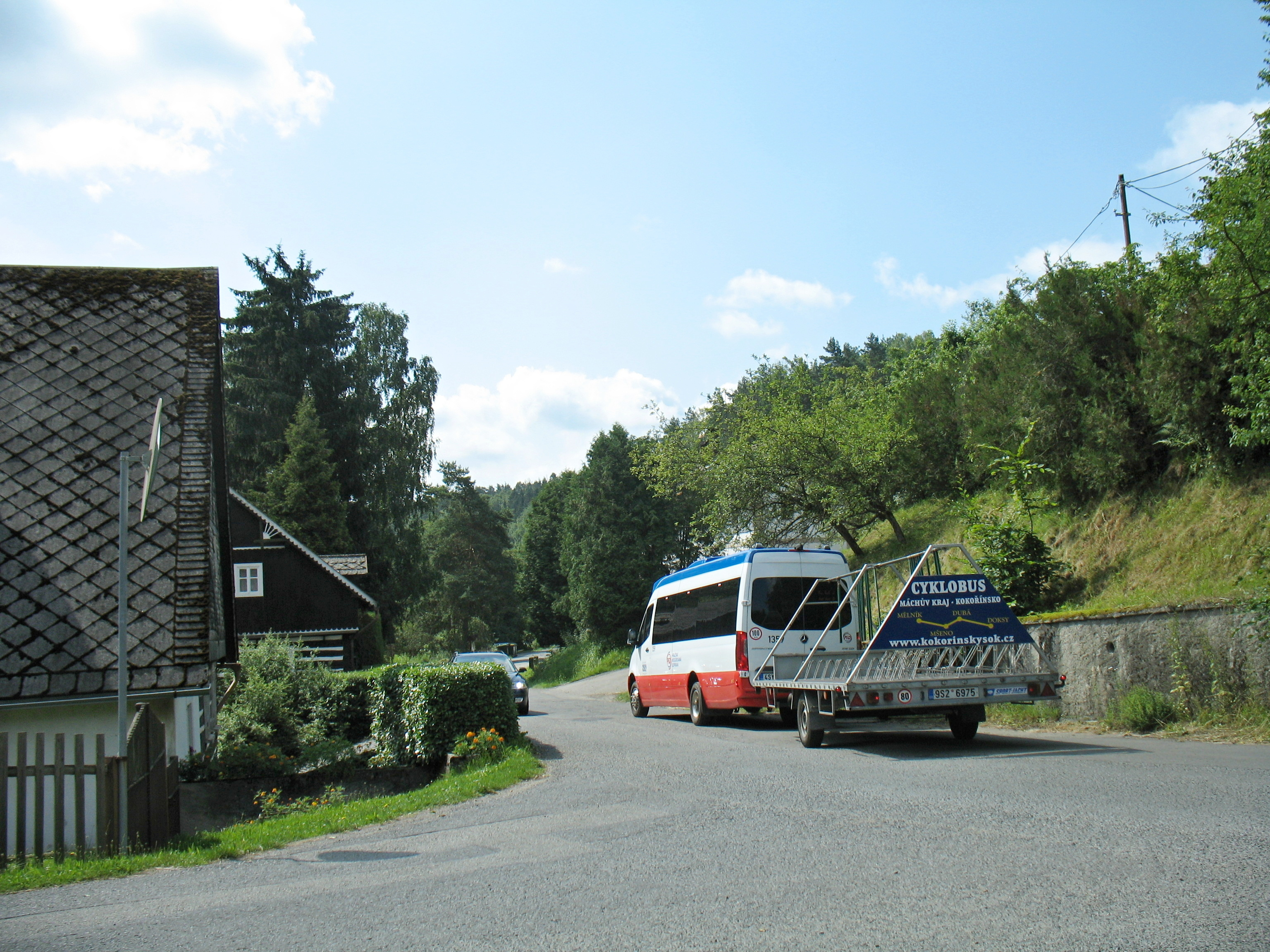
Prázdninový cyklobus Pražské integrované dopravy na lince Staré Splavy - Mšeno projíždí Tuboží v okrese Česká Lípa

### Výběrová řízení

#### Mikrobusy pro handicapované
V letech 2008 a 2009 bylo notifikováno výběrové řízení na provozování 8 mikrobusů zajišťujících v rámci PID poptávkovou dopravu pro handicapované občany. Další podobné řízení bylo oznámeno v roce 2010.

#### Linka 292
V roce 2009 ROPID notifikoval výběrové řízení na provozovatele „ekologického minibusu“ na trase Nemocnice pod Petřínem – Malostranské náměstí v rámci systému PID. Ve výběrovém řízení uspěl Dopravní podnik hl. m. Prahy s italskými elektrobusy, ty však byly kvůli poruchovosti vráceny výrobci a dopravce pak zajišťoval dopravu běžnými naftovými midibusy.

#### Linka 302
Počínaje 29. březnem 2012 ROPID oznamoval zakázku na provozování příměstské autobusové linky 302 z Palmovky do Přezletic, kterou v té době provozoval Jaroslav Štěpánek, a to na dobu 10 let. Vyhlašoval ji spolu s obcí Přezletice. Zadávací zřízení vyhlášené 2. dubna 2012 (nabídky měly být otevírány 9. května 2012) bylo zrušeno 5. října 2012 s odůvodněním, že v průběhu hodnocení nabídek se vyskytla možná pochybnost o nejednoznačném výkladu stanovení nabídkové ceny, kterou již zadavatel nemůže odstranit. Předpokládaný objem výkonů ve zrušené zakázce byl 300 000 km/rok, odhadovaná cena zakázky 10 milionů Kč. V oznámení o zrušení se píše, že mělo jít o zakázku pro období let 2011 až 2020. V nové zakázce, z 29. dubna 2013 na časové období 15. prosince 2013 až prosince 2023, byl objem zakázky odhadnut v předběžném oznámení na 308 790 linkových km ročně a 44,38 milionu Kč za celou zakázku, v oznámení o zakázce pak 316 511 linkových km/rok (1 266 042 km za 48 měsíců) a 44,38 milionu Kč (uvedeno jako cena za celou zakázku, ve zprávě o výsledku řízení uvedena tatáž cena jako cena za 48 měsíců), nabídky měly být otevírány 19. června 2013. Třetí zakázka byla vyhlášena 24. května 2013; v ní je uveden předpokládaný roční objem dopravních výkonů pro rok 2014, a to 316 511 linkových km/rok (1 266 042 km za 48 měsíců). 90 % váhy hodnocení měla tvořit nabídková cena a 10 % nadstandardy kvality.

 Ve výběrovém řízení byla vybrána společnost About Me s.r.o. s nabídkovou cenou 39 068 594,04 Kč za 48 měsíců, což byla nejnižší nabídková cena ze všech zájemců. Soutěže se dály zúčastnily Veolia Transport Praha s.r.o. s cenou 39 936 940,70 Kč, Stenbus s.r.o. s cenou 40 265 992,18 Kč, ČSAD Střední Čechy a.s. s cenou 41 389 127,76 Kč, PROBO BUS a.s. s cenou 43 779 732,36 Kč, ČSAD POLKOST spol s r.o. s cenou 49 189 096,56 Kč, ČSAD Slaný a.s. s cenou 52 186 251 Kč, Okresní autobusová doprava Kolín s.r.o. s cenou 66 745 734,24 Kč. Nabídky ČSAD POLKOST, ČSAD Slaný a OAD Kolín byly vyřazeny z důvodu překročení maximální nabídkové ceny stanovené zadavatelem.

#### Přívozy
25. listopadu 2013 zaslal ROPID notifikaci výběrového řízení na zajištění provozu přívozů v rámci PID pro období 1. září 2014 do září 2024. Zakázka má být rozdělena na dvě části: v první části jsou přívozy P1 (Sedlec – Zámky) a P2 (V Podbabě – Podhoří), ve druhé části přívozy P3 (Lihovar – Veslařský ostrov), P5 (Kotevní – Císařská louka – Výtoň) a P6 (Lahovičky – Nádraží Modřany), odhadovaná celková cena zakázky je 57,2 milionu Kč. Zřejmě omylem je v předběžném oznámení uvedeno, že ROPID podává tuto zakázku jménem zadavatele, kterým je obec Přezletice.

#### Linka 220
20. května 2014 bylo zveřejněno výběrové řízení na provozovatele autobusové linky 220 Černý Most - K Zelenči - Černý Most (do stavební zóny Horní Počernice) pro období 1. 7. 2015 až 6/2025, které získala Arriva Praha

#### 11 oblastí v roce 2019
V roce 2019 se konalo výběrové řízení na provozování autobusových linek pražské MHD, které dosud provozovali jiní dopravci než Dopravní podnik hl. m. Prahy. Dotčené linky, převážně v okrajových částech Prahy, byly rozděleny do 11 menších skupin, které byly soutěženy samostatně. Mezi podmínkami byla například nízkopodlažnost, celovozová klimatizace nebo více informačních obrazovek. Rada města schválila kolem poloviny června 2016 plán na uzavření smluv s vítěznými společnostmi. Ročně má město zaplatit podle výsledků soutěže zhruba 418 milionů korun, průměrná cena za kilometr je kolem 46 korun – pro srovnání, v případě České Lípy byla vysoutěžena cena 58 Kč/km a v případě Jablonce nad Nisou 53 Kč/km.
Společnost Toms Transport Services, která patří Milanovi Tomsovi, někdejšímu šéfovi společnosti BusLine v Ústeckém kraji (TD Bus), podala k ÚOHS návrh na přezkoumání úkonů zadavatele a proto smlouvy s dopravci nemohou být uzavřeny až do rozhodnutí ÚOHS. Podle Tomse bylo zadávací řízení postaveno tak, aby se malá firma nemohla zúčastnit.
Soutěžené svazky linek:
- část 1: 153, 194, 242, 243, vítěz About Me, 18,8 milionu Kč
- část 2: 204, 224, 228, 253, vítěz Arriva City, 52,6 milionu Kč
- část 3: 146, 155, vítěz Arriva City, 21,4 milionu Kč
- část 4: 166, 186, vítěz ČSAD Střední Čechy, 18,4 milionu Kč.
- část 5: 110, 171, 257, vítěz ČSAD Střední Čechy, 40,5 milionu Kč
- část 6: 210, 212, 221, 222, 240, vítěz Stenbus, 65,4 milionu Kč
- část 7: 115, 226, 227, 270, 903, vítěz ČSAD Polkost, 35,6 milionu Kč.
- část 8: 220, 223, vítěz Arriva City, 39,5 milionu Kč
- část 9: 164, vítěz About Me, 17 milionů Kč
- část 10: 117, 203, vítěz About Me, 30,3 milionu Kč
- část 11: 163, 208, 209, 211, 264, vítěz Arriva City, 79,4 milionu Kč

#### Příměstské autobusové linky 2022
Na konci roku 2009 Středočeský kraj uzavřel s autobusovými dopravci desetileté smlouvy o závazku veřejné služby. V roce 2019 byly s většími dopravci prodlouženy o 5 let, s dopravci s malým rozsahem výkonů byly prodlouženy formou přímého zadání, a končí k 30. listopadu 2024.
Zadavatelem nových zakázek na provozování příměstských linek na období let 2024–2034 s přepokládaným zahájením plnění od 1. prosince 2024 byly přímo Praha či Středočeský kraj, nikoliv organizátoři ROPID a IDSK.
Nabídky uvedeny v pořadí podle nabídkových cen vzestupně, tj. předpokládaným vítězem by měl být vždy první uvedený dopravce, splnil-li podmínky. 

##### Vlna A
- A1 – Kladensko, zadavatel Středočeský kraj, zahájení 18. 7. 2022, příjem nabídek do 19. 10. 2022, předpokládaná hodnota  946 526 882 Kč bez DPH. Nabídky: ČSAD MHD Kladno a.s., ČSAD Slaný s.r.o.
- A2 – Hostivicko, zadavatel hl. m. Praha, zahájení 18. 7. 2022, příjem nabídek do 19. 10. 2022. Nabídky: ČSAD MHD Kladno a.s., ČSAD Slaný s.r.o., Autobusová doprava – oblast A2 (sdružení společností Středočeská autobusová doprava s.r.o. a Tourbus, a.s.)
- A3 – Rakovnicko, zadavatel Středočeský kraj, zahájení 18. 7. 2022, příjem nabídek do 19. 10. 2022, předpokládaná hodnota  1 667 011 325 Kč bez DPH. Nabídky: Transdev Střední Čechy s.r.o., ČSAD MHD Kladno a.s., ČSAD Slaný s.r.o., Autobusy Karlovy Vary a.s.
- A4 – Mníšecko, zadavatel hl. m. Praha, zahájení 18. 7. 2022, příjem nabídek do 21. 10. 2022. Nabídky: ČSAD Benešov s.r.o., Martin Uher s.r.o., Arriva Střední Čechy s.r.o., Autobusová doprava – oblast A4 (sdružení společností Středočeská autobusová doprava s.r.o. a Tourbus, a.s.)
- A5 – Mnichovohradišťsko, zadavatel Středočeský kraj, zahájení 18. 7. 2022, příjem nabídek do 21. 10. 2022, předpokládaná hodnota 922 248 569 Kč bez DPH. Nabídky: Lutan s.r.o., Okresní autobusová doprava Kolín, s.r.o., Arriva Střední Čechy s.r.o., ČSAD Střední Čechy a.s., BusLine pro PID – Mnichovohradišťsko (sdružení společností BusLine Express s.r.o. a BusLine LK s.r.o.). Společnost Lutan s.r.o. byla vyloučena pro nesplnění kvalifikačních požadavků.
- A6 – Líbeznicko, zadavatel hl. m. Praha, zahájení 18. 7. 2022, příjem nabídek do 24. 10. 2022. Nabídky: ČSAD Střední Čechy a.s. a Arriva City s.r.o.
- A7 – Velvarsko, zadavatel Středočeský kraj, zahájení 18. 7. 2022, příjem nabídek do 24. 10. 2022, předpokládaná hodnota 412 849 842 Kč bez DPH. Nabídky: Autobusy Karlovy Vary a.s., ČSAD Střední Čechy a.s., ČSAD MHD Kladno a.s., ČSAD Slaný s.r.o., TechnoCast s.r.o. / About Me s.r.o., Autobusová doprava – oblast A7 (sdružení společností Středočeská autobusová doprava s.r.o. a Tourbus, a.s.)
- A8 – Hořovicko, zadavatel Středočeský kraj, zahájení 18. 7. 2022, příjem nabídek do 19. 10. 2022, předpokládaná hodnota 519 924 315 Kč bez DPH. Nabídky: Arriva Střední Čechy s.r.o., ČSAD Plzeň s.r.o., ČSAD Jindřichův Hradec s.r.o., Lutan s.r.o., Autobusová doprava – oblast A8 (sdružení společností Středočeská autobusová doprava s.r.o. a Tourbus, a.s.)

Podle pozdější informace jsou pro oblasti A1 až A6 zadavateli společně oba kraje, pro A7 a A8 samostatně Středočeský kraj. Nabídkové ceny se uváděly v Kč bez DPH za jeden rok plnění, a to v cenové hladině roku 2021. 2. listopadu 2022 byl zveřejněn předběžný seznam podaných nabídek, s nabídkovými cenami, Zadavatelé obdrželi celkem 31 nabídek, v počtu 2–6 nabídek pro každou oblast.
6. dubna 2023 rada Středočeského kraje rozhodla o výběru dopravců z první vlny soutěží. Vybrala nabídky s nejnižší cenou s výjimkou oblasti A5 Mnichovohradišťsko, kde společnost Lutan s.r.o. byla vyloučena pro nesplnění kvalifikačních požadavků, takže byla vybrána  Okresní autobusová doprava Kolín, s.r.o. Rozhodnutí ještě čeká na souhlas zastupitelstva Středočeského kraje a rady hl. m. Prahy.

##### Vlna B
21. prosince 2022 byly zveřejněny seznamy podaných nabídek s nabídkovými cenami.
- B1 – Stochovsko, zadavatel Středočeský kraj, zahájení 16. 9. 2022, příjem nabídek do 6. 12. 2022, předpokládaná hodnota 857 024 855 Kč bez DPH. Nabídky: ČSAD MHD Kladno a.s., ČSAD Slaný s.r.o., Autobusy Karlovy Vary, a.s.
- B2 – Štěchovicko, zadavatel Středočeský kraj, zahájení 16. 9. 2022, příjem nabídek do 29. 11. 2022, předpokládaná hodnota 350 842 753 Kč bez DPH. Nabídky: Martin Uher, spol. s r.o., Arriva Střední Čechy s.r.o., Umbrella (společná nabídka společností Umbrella City Lines s.r.o. a Umbrella Coach & Buses s.r.o.), ČSAD Benešov s.r.o., ČSAD Plzeň s.r.o., Autobusová doprava – oblast B2 (sdružení společností Středočeská autobusová doprava s.r.o. a Tourbus, a.s.), ČSAD Autobusy České Budějovice a.s., Vega Tour s.r.o.
- B3 – Jílovsko, zadavatel Praha, zahájení 16. 9. 2022, příjem nabídek do 7. 12. 2022, předpokládaná hodnota ca 842,6 mil Kč. Nabídky: Arriva City s.r.o., Autobusová doprava – oblast B3 (sdružení společností Středočeská autobusová doprava s.r.o. a Tourbus, a.s.), ČSAD Autobusy České Budějovice a.s., Umbrella City Lines s.r.o., ČSAD Benešov s.r.o.
- B4 – Voticko, zadavatel Středočeský kraj, zahájení 16. 9. 2022, příjem nabídek do 9. 12. 2022, předpokládaná hodnota 526 601 371 Kč bez DPH. Nabídky: Arriva Střední Čechy s.r.o. (vyloučena pro chyby v nabídce), ČSAD Benešov s.r.o., Comett Plus, spol. s r.o., Transdev Střední Čechy s.r.o., Okresní autobusová doprava Kolín, s.r.o., Autobusová doprava – oblast B4 (sdružení společností Středočeská autobusová doprava s.r.o. a Tourbus, a.s.), ČSAD Autobusy České Budějovice a.s., Umbrella (společná nabídka společností Umbrella City Lines s.r.o. a Umbrella Coach & Buses s.r.o.)
- B5 – Brandýsko, zadavatel Praha, zahájení 16. 9. 2022, příjem nabídek do 7. 12. 2022, předpokládaná hodnota ca 967,9 mil. Kč. Nabídky: Okresní autobusová doprava Kolín, s.r.o. (vyloučena pro chyby v nabídce), Autobusová doprava – oblast B5 (sdružení společností Středočeská autobusová doprava s.r.o. a Tourbus, a.s.), ČSAD Střední Čechy, a.s., Arriva City s.r.o.
- B6 – Sázavsko, výhradní zadavatel Středočeský kraj, zahájení 16. 9. 2022, příjem nabídek do 6. 12. 2022, předpokládaná hodnota 407 966 387 Kč bez DPH. Nabídky: ČSAD Benešov s.r.o., Arriva autobusy a.s., Umbrella (společná nabídka společností Umbrella City Lines s.r.o. a Umbrella Coach & Buses s.r.o.), Okresní autobusová doprava Kolín, s.r.o., Transdev Střední Čechy s.r.o., Autobusová doprava – oblast B6 (sdružení společností Středočeská autobusová doprava s.r.o. a Tourbus, a.s.), ČSAD Autobusy České Budějovice a.s.
- B7 – Kutnohorsko, výhradní zadavatel Středočeský kraj, zahájení 16. 9. 2022, příjem nabídek do 29. 11. 2022, předpokládaná hodnota 358 261 877 Kč bez DPH. Nabídky: Arriva autobusy a.s., Umbrella (společná nabídka společností Umbrella City Lines s.r.o. a Umbrella Coach & Buses s.r.o.), Autobusová doprava – oblast B7 (sdružení společností Středočeská autobusová doprava s.r.o. a Tourbus, a.s.), ČSAD Benešov s.r.o., ZDAR a.s., Okresní autobusová doprava Kolín, s.r.o., ČSAD Autobusy České Budějovice a.s.
- B8 – Poděbradsko, výhradní zadavatel Středočeský kraj, zahájení 16. 9. 2022, příjem nabídek do 29. 11. 2022, předpokládaná hodnota 535 388 634 Kč bez DPH. Nabídky: Arriva autobusy a.s., Umbrella (společná nabídka společností Umbrella City Lines s.r.o. a Umbrella Coach & Buses s.r.o.), Okresní autobusová doprava Kolín, s.r.o., Autobusová doprava – oblast B8 (sdružení společností Středočeská autobusová doprava s.r.o. a Tourbus, a.s.), ZDAR, a.s., About Me s.r.o., Transdev Střední Čechy s.r.o., ČSAD Jindřichův Hradec s.r.o.

18. května 2023 rada Středočeského kraje rozhodovala o výsledcích druhé vlny soutěží. Z dopravců, kteří nabídli nejnižší ceny, byli kvůli chybám v nabídce vyloučeni Arriva Střední Čechy pro oblast Voticko a OAD Kolín pro oblast Brandýsko.

##### Vlna C
10. února 2023 byly zveřejněny seznamy podaných nabídek s nabídkovými cenami:
- C1 – Horoměřicko, zadavatel Praha, zahájení 14. 11. 2022, příjem nabídek do 23. 1. 2023. Nabídky: ČSAD MHD Kladno a.s., Umbrella (Umbrella City Lines s.r.o. se společníkem Umbrella Coach & Buses s.r.o.), Autobusy Karlovy Vary, a.s., ČSAD Slaný s.r.o., Autobusová doprava – oblast C1 (Středočeská autobusová doprava s.r.o. s Tourbus, a.s.)
- C2 – Slánsko, zadavatel Středočeský kraj, zahájení 10. 11. 2022, příjem nabídek do 23. 1. 2023, předpokládaná hodnota 935 783 572 Kč bez DPH. Nabídky: ČSAD Slaný s.r.o., Transdev Střední Čechy s.r.o., ČSAD MHD Kladno a.s., Autobusy Karlovy Vary a.s.
- C3 – Berounsko, zadavatel Praha, zahájení 14. 11. 2022, příjem nabídek do 16. 1. 2023. Nabídky: ČSAD Ústí nad Orlicí a.s., Arriva Střední Čechy s.r.o., ČSAD Plzeň s.r.o., ČSAD Autobusy České Budějovice a.s.
- C4 – Čáslavsko, zadavatel Středočeský kraj, zahájení 10. 11. 2022, příjem nabídek do 16. 1. 2023, předpokládaná hodnota 486 228 548 Kč bez DPH. Nabídky: Arriva autobusy a.s., Umbrella (Umbrella City Lines s.r.o. se společníkem Umbrella Coach & Buses s.r.o.), ZDAR, a.s., Lutan s.r.o. + HUSTÁK CZ s.r.o., Autobusová doprava – oblast C4, ČSAD Benešov s.r.o., Okresní autobusová doprava Kolín, s.r.o.
- C5 – Kostelecko, zadavatel Praha, zahájení 14. 11. 2022, příjem nabídek do 16. 1. 2023. Nabídky: Arriva City s.r.o., Umbrella (Umbrella City Lines s.r.o. se společníkem Umbrella Coach & Buses s.r.o.), Okresní autobusová doprava Kolín, s.r.o., ČSAD POLKOST, spol. s r.o., ZDAR, a.s.
- C6 – Mladoboleslavsko, zadavatel Středočeský kraj, zahájení 10. 11. 2022, příjem nabídek do 16. 1. 2023, předpokládaná hodnota 858 210 732 Kč bez DPH. Nabídky: Arriva Střední Čechy s.r.o., Okresní autobusová doprava Kolín, s.r.o., ČSAD Střední Čechy, a.s., Umbrella (Umbrella City Lines s.r.o. se společníkem Umbrella Coach & Buses s.r.o.).
- C7 – Rožmitálsko, zadavatel Středočeský kraj, zahájení 10. 11. 2022, příjem nabídek do 16. 1. 2023, předpokládaná hodnota 296 626 649 Kč bez DPH. Nabídky: Arriva Střední Čechy s.r.o., ČSAD Jindřichův Hradec s.r.o., ČSAD Plzeň s.r.o., Lutan s.r.o., ČSAD Autobusy České Budějovice a.s., Autobusová doprava – oblast C7 (Středočeská autobusová doprava s.r.o. a Tourbus, a.s.).
- C8 – Neveklovsko, zadavatel Středočeský kraj, zahájení 10. 11. 2022, příjem nabídek do 16. 1. 2023, předpokládaná hodnota 288 186 345 Kč bez DPH. Nabídky: Arriva Střední Čechy s.r.o., ČSAD Benešov s.r.o., Lutan s.r.o., ZDAR, a.s., Umbrella (Umbrella City Lines s.r.o. se společníkem Umbrella Coach & Buses s.r.o.), ČSAD Autobusy České Budějovice a.s., Autobusová doprava – oblast C8, Vega Tour s.r.o.
- C9 – Českobrodsko, zadavatel Středočeský kraj, zahájení 10. 11. 2022, příjem nabídek do 16. 1. 2023, předpokládaná hodnota 532 964 251 Kč bez DPH. Nabídky: Okresní autobusová doprava Kolín, s.r.o., Umbrella (Umbrella City Lines s.r.o. se společníkem Umbrella Coach & Buses s.r.o.), Lutan s.r.o., ZDAR, a.s., Arriva City s.r.o., Autobusová doprava – oblast C9 (Středočeská autobusová doprava s.r.o. a Tourbus, a.s.), ČSAD POLKOST, spol. s r.o., ČSAD Benešov s.r.o., Transdev Střední Čechy s.r.o.
- C10 – Mělnicko, zadavatel Středočeský kraj, zahájení 10. 11. 2022, příjem nabídek do 16. 1. 2023, předpokládaná hodnota 560 228 752 Kč bez DPH. Nabídky: ČSAD Střední Čechy, a.s., Arriva City s.r.o., Autobusy Karlovy Vary, a.s., Umbrella (Umbrella City Lines s.r.o. se společníkem Umbrella Coach & Buses s.r.o.), ČSAD Slaný s.r.o., Autobusová doprava – oblast C10 (Středočeská autobusová doprava s.r.o. a Tourbus, a.s.)

##### Vlna D
22. března 2023 byly zveřejněny seznamy podaných nabídek s nabídkovými cenami.
- D1 – Příbramsko, zadavatel Středočeský kraj, zahájení 24. 11. 2022, příjem nabídek do 14. 2. 2023, předpokládaná hodnota 1 247 152 672 Kč bez DPH. Nabídky: Arriva Střední Čechy s.r.o., ČSAD Plzeň s.r.o., ČSAD Autobusy České Budějovice a.s., ČSAD Benešov s.r.o., Umbrella (společná nabídka Umbrella City Lines s.r.o. a Umbrella Coach & Buses s.r.o.), Stenbus s.r.o.
- D2 – Sedlčansko, zadavatel Středočeský kraj, zahájení 24. 11. 2022, příjem nabídek do 14. 2. 2023, předpokládaná hodnota 960 769 088 Kč bez DPH. Nabídky: ZDAR a.s., Arriva Střední Čechy s.r.o., ČSAD Plzeň s.r.o., ČSAD Benešov s.r.o., Umbrella, ČSAD Autobusy České Budějovice a.s.
- D3 – Vlašimsko, zadavatel Středočeský kraj, zahájení 24. 11. 2022, příjem nabídek do 14. 2. 2023, předpokládaná hodnota 695 525 196 Kč bez DPH. Nabídky: ČSAD Benešov s.r.o., Lutan (vedoucí společník Lutan s.r.o., HUSTÁK CZ s.r.o. a LinkBus s.r.o.), Arriva Střední Čechy s.r.o., ZDAR a.s., Umbrella, Comett Plus spol. s r.o., Autobusová doprava – oblast D3 (vedoucí společník Středočeská autobusová doprava s.r.o. a Tourbus, a.s.)
- D4 – Říčansko, zadavatel Praha, zahájení 28. 11. 2022, příjem nabídek do 14. 2. 2023. Nabídky: Umbrella, ČSAD Polkost s.r.o., Okresní autobusová doprava Kolín, s.r.o., Arriva City s.r.o., Autobusová doprava – oblast D4 (vedoucí společník Středočeská autobusová doprava s.r.o. a Tourbus, a.s.)
- D5 – Zdibsko, zadavatel Praha, zahájení 28. 11. 2022, příjem nabídek do 14. 2. 2023. Nabídky: ČSAD Střední Čechy, a.s., Autobusy Karlovy Vary, a.s., Autobusová doprava – oblast D5 (vedoucí společník Středočeská autobusová doprava s.r.o. a Tourbus, a.s.), ČSAD Slaný s.r.o.
- D6 – Úvalsko, zadavatel Praha, zahájení 28. 11. 2022, příjem nabídek do 14. 2. 2023. Nabídky: ČSAD Polkost spol. s r.o., ČSAD Střední Čechy, a.s., Autobusová doprava – oblast D6 (vedoucí společník Středočeská autobusová doprava s.r.o. a Tourbus, a.s.), Okresní autobusová doprava Kolín, s.r.o., Umbrella, Arriva City s.r.o.
- D7 – Dolnobřežansko, zadavatel Praha, zahájení 28. 11. 2022, příjem nabídek do 14. 2. 2023. Nabídky: Umbrella, Arriva City s.r.o., ČSAD Benešov s.r.o., Autobusová doprava – oblast D7 (vedoucí společník Středočeská autobusová doprava s.r.o. a Tourbus, a.s.)
- D8 – Kolínsko, zadavatel Středočeský kraj, zahájení 24. 11. 2022, příjem nabídek do 14. 2. 2023, předpokládaná hodnota 470 411 707 Kč bez DPH. Nabídky: ČSAD Polkost spol. s r. o., Lutan s.r.o., ZDAR, a.s., Okresní autobusová doprava Kolín, s.r.o., Autobusová doprava – oblast D8 (vedoucí společník Středočeská autobusová doprava s.r.o. a Tourbus, a.s.), Umbrella, Arriva autobusy a.s., Transdev Střední Čechy s.r.o.
- D9 – Nymbursko, zadavatel Středočeský kraj, zahájení 24. 11. 2022, příjem nabídek do 14. 2. 2023, předpokládaná hodnota 921 940 286 Kč bez DPH. Nabídky: Okresní autobusová doprava Kolín, s.r.o., ZDAR, a.s., Umbrella, About Me s.r.o., Transdev Střední Čechy s.r.o.